# Stal Mielec w krajowych rozgrywkach w piłce nożnej

## Historia Stali w rozgrywkach ligowych

### Statystyki Stali w poszczególnych sezonach
Stal Mielec zajmuje 17. miejsce w tabeli wszech czasów Ekstraklasy. Biorąc pod uwagę ilość miejsc na podium, tylko 12 innych zespołów ma lepszy dorobek w Ekstraklasie niż Stal, która zajmuje 13. miejsce w tej klasyfikacji.

Wykres przedstawiający miejsca Stali Mielec w rozgrywkach ligowych w latach 1956-1997 (od pierwszego awansu do II ligi do rozwiązania klubu).

| Sezon   | Szczebel rozgrywek | Liga                 | Miejsce | Mecze | Z  | R  | P  | Bramki   | Pkt |       |
| ------- | ------------------ | -------------------- | ------- | ----- | -- | -- | -- | -------- | --- | ----- |
| 1947    | IV                 | B-klasa              |         |       |    |    |    |          |     |       |
| 1948    | IV                 | B-klasa              |         |       |    |    |    |          |     |       |
| 1949    | IV                 | B-klasa              | 1       |       |    |    |    |          |     |       |
| 1950    | III                | A-klasa              | 1       | 16    | 10 | 5  | 1  | 47 – 23  | 25  |       |
| 1950    | III                | rozgrywki o II ligę  | 3       | 8     | 4  | 0  | 4  | 22 – 18  | 8   |       |
| 1951    | III                | A-klasa              | 4       | 14    |    |    |    | 43-28    | 15  |       |
| 1952    | III                | A-klasa              | 2       | 10    |    |    |    | 28-13    | 13  |       |
| 1953    | III                | A-klasa              | 3       | 22    |    |    |    | 62-30    | 28  |       |
| 1954    | III                | A-klasa              | 1       | 22    | 18 | 3  | 1  | 116 – 12 | 39  |       |
| 1954    | III                | rozgrywki o l.m-woj. | 1       | 10    | 5  | 5  | 0  | 24 – 14  | 15  |       |
| 1955    | III                | liga międzywoj.      | 1       | 22    | 12 | 10 | 0  | 63 – 16  | 34  | [ 2 ] |
| 1955    | III                | rozgrywki o II ligę  | 2       | 6     | 2  | 3  | 1  | 11 – 6   | 7   | [ 2 ] |
| 1956    | II                 | II liga              | 11      | 26    | 8  | 6  | 12 | 30 – 34  | 22  |       |
| 1957    | II                 | II liga              | 2       | 22    | 12 | 3  | 7  | 42 – 23  | 27  |       |
| 1958    | II                 | II liga              | 3       | 22    | 9  | 6  | 7  | 36 – 27  | 24  |       |
| 1959    | II                 | II liga              | 6       | 22    | 10 | 5  | 7  | 29 – 29  | 25  |       |
| 1960    | II                 | II liga              | 1       | 22    | 13 | 5  | 4  | 40 – 20  | 31  |       |
| 1961    | I                  | I liga               | 12      | 26    | 8  | 5  | 19 | 34 – 45  | 21  |       |
| 1962    | I                  | I liga               | 13      | 14    | 3  | 4  | 7  | 13 – 21  | 10  |       |
| 1962/63 | II                 | II liga              | 10      | 30    | 10 | 9  | 11 | 31 – 33  | 29  |       |
| 1963/64 | II                 | II liga              | 12      | 30    | 10 | 8  | 12 | 26 – 33  | 28  |       |
| 1964/65 | II                 | II liga              | 8       | 30    | 10 | 9  | 11 | 27 – 32  | 29  |       |
| 1965/66 | II                 | II liga              | 7       | 30    | 11 | 8  | 11 | 45 – 38  | 30  |       |
| 1966/67 | II                 | II liga              | 14      | 30    | 10 | 5  | 15 | 35 – 52  | 25  |       |
| 1967/68 | III                | III liga             | 4       | 30    | 12 | 10 | 8  | 57 – 29  | 34  |       |
| 1968/69 | III                | III liga             | 1       | 30    | 20 | 5  | 5  | 64 – 21  | 45  |       |
| 1969/70 | II                 | II liga              | 2       | 30    | 16 | 11 | 3  | 40 – 15  | 43  |       |
| Sezon   | Szcz. r.           | Liga                 | Miejsce | Mecze | Z  | R  | P  | Bramki   | Pkt |       |
| 1970/71 | I                  | I liga               | 10      | 26    | 8  | 8  | 10 | 27 – 33  | 24  |       |
| 1971/72 | I                  | I liga               | 5       | 26    | 12 | 6  | 8  | 29 – 19  | 30  |       |
| 1972/73 | I                  | I liga               | 1       | 26    | 13 | 10 | 3  | 47 – 21  | 36  |       |
| 1973/74 | I                  | I liga               | 3       | 30    | 13 | 11 | 6  | 41 – 24  | 37  |       |
| 1974/75 | I                  | I liga               | 2       | 30    | 15 | 8  | 7  | 40 – 24  | 38  |       |
| 1975/76 | I                  | I liga               | 1       | 30    | 13 | 12 | 5  | 45 – 23  | 38  |       |
| 1976/77 | I                  | I liga               | 4       | 30    | 14 | 8  | 8  | 42 – 30  | 36  |       |
| 1977/78 | I                  | I liga               | 8       | 30    | 11 | 7  | 12 | 31 – 29  | 29  |       |
| 1978/79 | I                  | I liga               | 3       | 30    | 14 | 8  | 8  | 43 – 27  | 36  |       |
| 1979/80 | I                  | I liga               | 13      | 30    | 7  | 12 | 11 | 28 – 34  | 26  |       |
| 1980/81 | I                  | I liga               | 9       | 30    | 12 | 4  | 14 | 41 – 44  | 28  |       |
| 1981/82 | I                  | I liga               | 3       | 30    | 11 | 13 | 6  | 33 – 26  | 35  |       |
| 1982/83 | I                  | I liga               | 15      | 30    | 7  | 10 | 13 | 27 – 36  | 24  |       |
| 1983/84 | II                 | II liga              | 3       | 30    | 10 | 12 | 8  | 34 – 30  | 32  |       |
| 1984/85 | II                 | II liga              | 1       | 30    | 15 | 10 | 5  | 35 – 18  | 40  |       |
| 1985/86 | I                  | I liga               | 11      | 30    | 10 | 5  | 15 | 25 – 32  | 25  |       |
| 1986/87 | I                  | I liga               | 15      | 29    | 5  | 10 | 14 | 24 – 44  | 17  |       |
| 1987/88 | II                 | II liga              | 1       | 30    | 17 | 11 | 2  | 44 – 19  | 48  |       |
| 1988/89 | I                  | I liga               | 5       | 30    | 13 | 7  | 10 | 35 – 27  | 33  |       |
| Sezon   | Szcz. r.           | Liga                 | Miejsce | Mecze | Z  | R  | P  | Bramki   | Pkt |       |
| 1989/90 | I                  | I liga               | 11      | 30    | 8  | 10 | 12 | 27 – 38  | 26  |       |
| 1990/91 | I                  | I liga               | 15      | 30    | 3  | 10 | 17 | 25 – 49  | 16  |       |
| 1991/92 | I                  | I liga               | 13      | 34    | 8  | 16 | 10 | 27 – 28  | 32  |       |
| 1992/93 | I                  | I liga               | 6       | 34    | 12 | 15 | 7  | 41 – 28  | 39  |       |
| 1993/94 | I                  | I liga               | 11      | 34    | 11 | 9  | 14 | 32 – 45  | 31  |       |
| 1994/95 | I                  | I liga               | 11      | 34    | 8  | 15 | 11 | 44 – 50  | 31  |       |
| 1995/96 | I                  | I liga               | 17      | 34    | 8  | 4  | 22 | 33 – 67  | 28  |       |
| 1996/97 | II                 | II liga              | 18      | 34    | 4  | 9  | 21 | 24 – 64  | 21  |       |
| 1997/98 | –                  | –                    | –       | –     | –  | –  | –  | –        | –   |       |
| 1998/99 | V                  | V liga               | 1       | 32    | 24 | 4  | 4  | 87 – 14  | 76  |       |
| 1999/00 | IV                 | IV liga              | 12      | 36    | 14 | 6  | 16 | 53 – 63  | 48  |       |
| 2000/01 | IV                 | IV liga              | 2       | 34    | 22 | 6  | 6  | 65 – 24  | 72  |       |
| 2001/02 | IV                 | IV liga              | 5       | 34    | 15 | 8  | 11 | 49 – 38  | 53  |       |
| 2002/03 | IV                 | IV liga              | 12      | 34    | 10 | 12 | 12 | 39 – 44  | 42  |       |
| 2003/04 | IV                 | IV liga              | 5       | 34    | 17 | 8  | 9  | 52 – 26  | 59  |       |
| 2004/05 | IV                 | IV liga              | 4       | 34    | 21 | 5  | 8  | 56 – 27  | 68  |       |
| 2005/06 | IV                 | IV liga              | 8       | 34    | 14 | 8  | 12 | 37 – 26  | 50  |       |
| 2006/07 | IV                 | IV liga              | 10      | 34    | 12 | 11 | 11 | 47 – 35  | 47  |       |
| 2007/08 | IV                 | IV liga              | 4       | 34    | 18 | 8  | 8  | 53 – 39  | 62  | [ 4 ] |
| 2008/09 | IV                 | III liga             | 11      | 30    | 7  | 14 | 9  | 29 – 32  | 35  |       |
| 2009/10 | IV                 | III liga             | 13      | 30    | 7  | 13 | 10 | 33 – 33  | 34  |       |
| 2010/11 | IV                 | III liga             | 14      | 30    | 9  | 6  | 15 | 35 – 38  | 33  | [ 5 ] |
| 2011/12 | IV                 | III liga             | 10      | 30    | 11 | 5  | 14 | 28 – 31  | 38  |       |
| 2012/13 | IV                 | III liga             | 1       | 30    | 23 | 4  | 3  | 62 – 14  | 73  |       |
| 2013/14 | III                | II liga              | 7       | 34    | 15 | 7  | 12 | 42 – 39  | 52  |       |
| 2014/15 | III                | II liga              | 8       | 34    | 14 | 10 | 10 | 49 - 42  | 52  |       |
| 2015/16 | III                | II liga              | 1       | 34    | 20 | 9  | 5  | 56 – 27  | 69  |       |
| 2016/17 | II                 | I liga               | 10      | 34    | 12 | 9  | 13 | 39 – 42  | 45  |       |
| 2017/18 | II                 | I liga               | 8       | 34    | 14 | 9  | 11 | 51 – 46  | 51  |       |
| 2018/19 | II                 | I liga               | 3       | 34    | 18 | 10 | 6  | 59 – 28  | 64  |       |
| 2019/20 | II                 | I liga               | 1       | 34    | 21 | 4  | 9  | 57 – 31  | 67  |       |
| 2020/21 | I                  | Ekstraklasa          | 15      | 30    | 6  | 11 | 13 | 31 – 47  | 29  | [ 6 ] |
| 2021/22 | I                  | Ekstraklasa          | 14      | 34    | 9  | 10 | 15 | 39 – 52  | 37  |       |
| 2022/23 | I                  | Ekstraklasa          | 11      | 34    | 11 | 10 | 13 | 36 – 40  | 43  |       |
| 2023/24 | I                  | Ekstraklasa          | 11      | 34    | 11 | 10 | 13 | 42 – 38  | 43  |       |
| 2024/25 | I                  | Ekstraklasa          | 16      | 34    | 7  | 10 | 17 | 37 – 54  | 31  |       |

### Bilans meczów Stali z innymi drużynami na najwyższym szczeblu rozgrywek

#### Bilans pojedynków Stali na najwyższym szczeblu rozgrywek w latach 1961-1996
Na najwyższym szczeblu rozgrywek (którym do roku 2008 była I liga) Stal Mielec grała w sumie z 44 drużynami. Ogólny bilans jest minimalnie ujemny, głównie przez gorsze występy w latach 90. Dla lat "świetności", czyli sezonów 70/71-82/83 (druga tabela) bilans jest dodatni. Z 4 drużynami Stal nie przegrała spotkania (Igloopol Dębica, Polonia Bydgoszcz, Polonia Warszawa, Petrochemia Płock), z kolei z 3 nie udało się wygrać (Amica Wronki, Arkonia Szczecin, GKS Jastrzębie). Najlepszy bilans bramkowy Stal ma z Arką Gdynia (+13), najgorszy z Górnikiem Zabrze (-37).
| Przeciwnik                             | Liczba meczów | Mecze | Mecze | Mecze | Pkt (zw.+2, rem.+1) | Pkt (zw.+2, rem.+1) | Pkt (zw.+2, rem.+1) | Bramki | Bramki | Bilans br. | Sezony pojedynków                                      |
| Przeciwnik                             | Liczba meczów | Z     | R     | P     | Zdob.               | Max                 | %                   | Zd.    | Str.   | Bilans br. | Sezony pojedynków                                      |
| -------------------------------------- | ------------- | ----- | ----- | ----- | ------------------- | ------------------- | ------------------- | ------ | ------ | ---------- | ------------------------------------------------------ |
| Igloopol Dębica                        | 4             | 2     | 2     | 0     | 6                   | 8                   | 75%                 | 6      | 1      | +5         | 90/91,91/92                                            |
| Polonia Bydgoszcz                      | 2             | 1     | 1     | 0     | 3                   | 4                   | 75%                 | 5      | 3      | +2         | 1961                                                   |
| Polonia Warszawa                       | 2             | 1     | 1     | 0     | 3                   | 4                   | 75%                 | 4      | 1      | +3         | 93/94                                                  |
| GKS Tychy                              | 6             | 4     | 1     | 1     | 9                   | 12                  | 75%                 | 9      | 2      | +7         | 74/75-76/77                                            |
| Stomil Olsztyn                         | 4             | 3     | 0     | 1     | 6                   | 8                   | 75%                 | 7      | 5      | ++2        | 94/95,95/96                                            |
| Jagiellonia Białystok                  | 6             | 4     | 1     | 1     | 9                   | 12                  | 75%                 | 14     | 4      | +10        | 88/89,89/90,92/93                                      |
| Lechia Gdańsk                          | 8             | 4     | 3     | 1     | 11                  | 16                  | 68,75%              | 13     | 4      | +9         | 1961,1962,85/86,86/87                                  |
| Arka Gdynia                            | 14            | 9     | 1     | 4     | 19                  | 28                  | 67,86%              | 28     | 15     | +13        | 74/75,76/77-81/82                                      |
| Cracovia                               | 6             | 3     | 2     | 1     | 8                   | 12                  | 66,67%              | 9      | 8      | +1         | 1961,1962,82/83                                        |
| Stal Rzeszów                           | 6             | 4     | 0     | 2     | 8                   | 12                  | 66,67%              | 8      | 5      | +3         | 70/71,71/72,75/76                                      |
| Polonia Bytom                          | 24            | 12    | 6     | 6     | 30                  | 48                  | 62,5%               | 32     | 22     | +10        | 1961,1962,70/71-75/76,77/78-79/80,86/87                |
| Zawisza Bydgoszcz                      | 18            | 9     | 4     | 5     | 22                  | 36                  | 61,11%              | 23     | 18     | +5         | 1961,77/78,79/80,80/81,89/90-93/94                     |
| Szombierki Bytom                       | 28            | 13    | 8     | 7     | 34                  | 56                  | 60,71%              | 38     | 28     | +10        | 70/71,71/72,73/74-82/83,88/89,92/93                    |
| Gwardia Warszawa                       | 16            | 7     | 5     | 4     | 19                  | 32                  | 59,38%              | 24     | 14     | +10        | 70/71-74/75,78/79,81/82,82/83                          |
| Górnik Wałbrzych                       | 6             | 3     | 1     | 2     | 7                   | 12                  | 58,33%              | 6      | 5      | +1         | 85/86,86/87,88/89                                      |
| Olimpia Poznań / Lechia/Olimpia Gdańsk | 15            | 5     | 7     | 3     | 17                  | 30                  | 56,67%              | 13     | 12     | +1         | 86/87,88/89-92/93,94/95, 95/96 (fuzja z Lechią Gdańsk) |
| Pogoń Szczecin                         | 36            | 13    | 13    | 10    | 39                  | 72                  | 54,17%              | 42     | 33     | +9         | 70/71-78/79,81/82,82/83,85/86,86/87,88/89,92/93-95/96  |
| Motor Lublin                           | 14            | 6     | 3     | 5     | 15                  | 28                  | 53,57%              | 16     | 18     | -2         | 80/81,81/82,85/86,86/87,89/90,90/91,91/92              |
| Petrochemia Płock                      | 2             | 0     | 2     | 0     | 2                   | 4                   | 50%                 | 2      | 2      | 0          | 94/95                                                  |
| Wisła Kraków                           | 42            | 15    | 12    | 15    | 42                  | 84                  | 50%                 | 52     | 49     | +3         | 1961,1962,70/71-82/83,88/89-93/94                      |
| ROW Rybnik                             | 12            | 4     | 4     | 4     | 12                  | 24                  | 50%                 | 17     | 14     | +3         | 70/71,72/73-76/77                                      |
| Zagłębie Sosnowiec                     | 36            | 12    | 12    | 12    | 36                  | 72                  | 50%                 | 29     | 27     | +2         | 1961,70/71-82/83,85/86,89/90-91/92                     |
| Odra Opole                             | 20            | 7     | 6     | 7     | 20                  | 40                  | 50%                 | 20     | 21     | -1         | 1961,1962,71/72-73/74,76/77-80/81                      |
| Zagłębie Wałbrzych                     | 8             | 4     | 0     | 4     | 8                   | 16                  | 50%                 | 9      | 10     | -1         | 70/71-73/74                                            |
| Bałtyk Gdynia                          | 8             | 3     | 2     | 3     | 8                   | 16                  | 50%                 | 11     | 9      | +2         | 80/81-82/83,85/86                                      |
| Stal Stalowa Wola                      | 6             | 2     | 2     | 2     | 6                   | 12                  | 50%                 | 8      | 6      | +2         | 91/92,93/94,94/95                                      |
| Raków Częstochowa                      | 4             | 1     | 2     | 1     | 4                   | 8                   | 50%                 | 4      | 2      | +2         | 94/95,95/96                                            |
| Warta Poznań                           | 4             | 1     | 2     | 1     | 4                   | 8                   | 50%                 | 6      | 6      | 0          | 93/94,94/95                                            |
| GKS Bełchatów                          | 2             | 1     | 0     | 1     | 2                   | 4                   | 50%                 | 5      | 5      | 0          | 95/96                                                  |
| ŁKS Łódź                               | 46            | 12    | 20    | 14    | 44                  | 92                  | 47,83%              | 52     | 44     | +8         | 1961,70/71-82/83,85/86,86/87,88/89-95/96               |
| Legia Warszawa                         | 48            | 16    | 13    | 19    | 45                  | 96                  | 46,88%              | 54     | 59     | -5         | 1961,70/71-82/83,85/86,86/87,88/89-95/96               |
| GKS Katowice                           | 28            | 7     | 12    | 9     | 26                  | 56                  | 46,43%              | 27     | 33     | -6         | 70/71,78/79,79/80,82/83,85/86,86/87,88/89-95/96        |
| Ruch Chorzów                           | 46            | 15    | 11    | 20    | 41                  | 92                  | 44,57%              | 45     | 59     | -14        | 1961,70/71-82/83,85/86,86/87,88/89-94/95               |
| Śląsk Wrocław                          | 36            | 11    | 9     | 16    | 31                  | 72                  | 43,06%              | 42     | 44     | -2         | 73/74-82/83,85/86,86/87,88/89-92/93,95/96              |
| Siarka Tarnobrzeg                      | 6             | 2     | 1     | 3     | 5                   | 12                  | 41,67%              | 8      | 9      | -1         | 92/93,93/94,95/96                                      |
| Sokół Pniewy / Sokół Tychy             | 6             | 2     | 1     | 3     | 5                   | 12                  | 41,67%              | 7      | 11     | -4         | 93/94,94/95, 95/96 (fuzja z GKS Tychy)                 |
| Hutnik Kraków                          | 12            | 1     | 8     | 3     | 10                  | 24                  | 41,67%              | 9      | 15     | -6         | 90/91-95/96                                            |
| Lech Poznań                            | 46            | 13    | 10    | 23    | 36                  | 92                  | 39,13%              | 45     | 63     | -18        | 1961,1962,72/73-82/83,85/86,86/87,88/89-95/96          |
| Widzew Łódź                            | 34            | 4     | 17    | 13    | 25                  | 68                  | 36,76%              | 34     | 46     | -12        | 75/76-82/83,85/86,86/87,88/89,89/90,91/92-95/96        |
| Górnik Zabrze                          | 46            | 7     | 17    | 22    | 31                  | 92                  | 33,7%               | 38     | 75     | -37        | 1961,70/71-77/78,79/80-82/83,85/86,86/87,88/89-95/96   |
| Zagłębie Lubin                         | 18            | 2     | 5     | 11    | 9                   | 36                  | 25%                 | 11     | 26     | -15        | 85/86,86/87,89/90-95/96                                |
| Amica Wronki                           | 2             | 0     | 1     | 1     | 1                   | 4                   | 25%                 | 0      | 2      | -2         | 95/96                                                  |
| Arkonia Szczecin                       | 2             | 0     | 1     | 1     | 1                   | 4                   | 25%                 | 2      | 8      | -6         | 1962                                                   |
| GKS Jastrzębie                         | 2             | 0     | 0     | 2     | 0                   | 4                   | 0%                  | 0      | 3      | -3         | 88/89                                                  |
| SUMA                                   | 737           | 245   | 229   | 263   | 719                 | 1474                | 48,78%              | 834    | 846    | -12        | 1961,1962,70/71-82/83,85/86,86/87,88/89-95/96          |

#### Bilans pojedynków Stali na najwyższym szczeblu rozgrywek w sezonach 1970/71-1982/83
W sezonach 70/71-82/83, podczas swojego najdłuższego i najlepszego okresu w Ekstraklasie, Stal Mielec grała w sumie z 24 drużynami, zanotowała dodatni bilans spotkań. Wygrała 152 spośród 378. Z dwoma drużynami (Cracovia i GKS Katowice) nie przegrała meczu. Najlepszy bilans bramkowy miała z Legią Warszawa (Stal strzeliła o 20 bramek więcej), najgorszy z Ruchem Chorzów (-10). 
| Przeciwnik         | Liczba meczów | Mecze | Mecze | Mecze | Pkt (zw.+2, rem.+1) | Pkt (zw.+2, rem.+1) | Pkt (zw.+2, rem.+1) | Bramki | Bramki | Bilans br. | Sezony pojedynków             |
| Przeciwnik         | Liczba meczów | Z     | R     | P     | Zdob.               | Max                 | %                   | Zd.    | Str.   | Bilans br. | Sezony pojedynków             |
| ------------------ | ------------- | ----- | ----- | ----- | ------------------- | ------------------- | ------------------- | ------ | ------ | ---------- | ----------------------------- |
| GKS Tychy          | 6             | 4     | 1     | 1     | 9                   | 12                  | 75%                 | 9      | 2      | +7         | 74/75-76/77                   |
| Polonia Bytom      | 18            | 11    | 5     | 2     | 27                  | 36                  | 75%                 | 22     | 5      | +17        | 70/71-75/76,77/78-79/80       |
| Cracovia           | 2             | 1     | 1     | 0     | 3                   | 4                   | 75%                 | 3      | 2      | +1         | 82/83                         |
| Legia Warszawa     | 26            | 14    | 8     | 4     | 36                  | 52                  | 69,23%              | 42     | 22     | +20        | wszystkie                     |
| Pogoń Szczecin     | 22            | 11    | 8     | 3     | 30                  | 44                  | 68,18%              | 32     | 20     | +12        | oprócz 79/80 i 80/81          |
| Arka Gdynia        | 14            | 9     | 1     | 4     | 19                  | 28                  | 67,86%              | 28     | 15     | +13        | 74/75,76/77-81/82             |
| Stal Rzeszów       | 6             | 4     | 0     | 2     | 8                   | 12                  | 66,67%              | 8      | 5      | +3         | 70/71,71/72,75/76             |
| GKS Katowice       | 8             | 2     | 6     | 0     | 10                  | 16                  | 62,5%               | 10     | 5      | +5         | 70/71,78/79,79/80,82/83       |
| Wisła Kraków       | 26            | 11    | 9     | 6     | 31                  | 52                  | 59,62%              | 33     | 24     | +9         | wszystkie                     |
| Gwardia Warszawa   | 16            | 7     | 5     | 4     | 19                  | 32                  | 59,38%              | 24     | 14     | +10        | 70/71-74/75,78/79,81/82,82/83 |
| Zagłębie Sosnowiec | 26            | 11    | 8     | 7     | 30                  | 52                  | 57,69%              | 25     | 17     | +8         | wszystkie                     |
| Szombierki Bytom   | 24            | 10    | 7     | 7     | 27                  | 48                  | 56,25%              | 29     | 23     | +6         | oprócz 72/73                  |
| ŁKS Łódź           | 24            | 9     | 8     | 7     | 26                  | 48                  | 54,17%              | 37     | 21     | +16        | oprócz 70/71                  |
| ROW Rybnik         | 12            | 4     | 4     | 4     | 12                  | 24                  | 50%                 | 17     | 14     | +3         | 70/71,72/73-76/77             |
| Odra Opole         | 16            | 6     | 4     | 6     | 16                  | 32                  | 50%                 | 16     | 19     | -3         | 71/72-73/74,76/77-80/81       |
| Bałtyk Gdynia      | 6             | 2     | 2     | 2     | 6                   | 12                  | 50%                 | 9      | 7      | +2         | 80/81-82/83                   |
| Zawisza Bydgoszcz  | 6             | 2     | 2     | 2     | 6                   | 12                  | 50%                 | 6      | 6      | 0          | 77/78,79/80,80/81             |
| Zagłębie Wałbrzych | 8             | 4     | 0     | 4     | 8                   | 16                  | 50%                 | 9      | 10     | -1         | 70/71-73/74                   |
| Górnik Zabrze      | 24            | 6     | 10    | 8     | 22                  | 48                  | 45,83%              | 21     | 27     | -6         | oprócz 78/79                  |
| Lech Poznań        | 22            | 7     | 6     | 9     | 20                  | 44                  | 45,45%              | 26     | 26     | 0          | oprócz 70/71 i 71/72          |
| Śląsk Wrocław      | 20            | 7     | 3     | 10    | 17                  | 40                  | 42,5%               | 21     | 23     | -2         | 73/74-82/83                   |
| Ruch Chorzów       | 26            | 7     | 8     | 11    | 22                  | 52                  | 42,31%              | 26     | 36     | -10        | wszystkie                     |
| Widzew Łódź        | 16            | 2     | 8     | 6     | 12                  | 32                  | 37,5%               | 16     | 21     | -5         | 75/76-82/83                   |
| Motor Lublin       | 4             | 1     | 1     | 2     | 3                   | 8                   | 37,5%               | 5      | 9      | -4         | 80/81,81/82                   |
| SUMA               | 378           | 152   | 115   | 111   | 419                 | 756                 | 55,42%              | 474    | 373    | +101       | 70/71-82/83                   |

### Wykaz meczów Stali Mielec na najwyższym szczeblu rozgrywek
Wykaz wszystkich meczów ligowych Stali Mielec na najwyższym szczeblu rozgrywek, którym do roku 2008 była I liga, a od 2008 jest Ekstraklasa.
| Sezon 1961 | Sezon 1961                                  | Sezon 1961 | Sezon 1961 | Sezon 1961                                      |
| Dom |                                             |            | Wyjazd |                                                 |
| --- | ------------------------------------------- | ---------- | --- | ----------------------------------------------- |
| - Stal Mielec – Górnik Zabrze - Stal Mielec – Polonia Bytom - Stal Mielec – Legia Warszawa - Stal Mielec – Wisła Kraków - Stal Mielec – Ruch Chorzów - Stal Mielec – Odra Opole - Stal Mielec – Zagłębie Sosnowiec - Stal Mielec – Lechia Gdańsk - Stal Mielec – ŁKS Łódź - Stal Mielec – Lech Poznań - Stal Mielec – Cracovia - Stal Mielec – Polonia Bydgoszcz - Stal Mielec – Zawisza Bydgoszcz | 1:6 4:3 2:0 1:2 0:0 0:1 6:1 1:1 1:0 1:5 2:0 |            | - Górnik Zabrze – Stal Mielec - Polonia Bytom – Stal Mielec - Legia Warszawa – Stal Mielec - Wisła Kraków – Stal Mielec - Ruch Chorzów – Stal Mielec - Odra Opole – Stal Mielec - Zagłębie Sosnowiec – Stal Mielec - Lechia Gdańsk – Stal Mielec - ŁKS Łódź – Stal Mielec - Lech Poznań – Stal Mielec - Cracovia – Stal Mielec - Polonia Bydgoszcz – Stal Mielec - Zawisza Bydgoszcz – Stal Mielec | 7:1 3:1 2:1 3:1 2:1 0:0 1:0 0:2 1:0 1:1 3:3 0:1 |

| Sezon 1962 | Sezon 1962          | Sezon 1962 | Sezon 1962 | Sezon 1962              |
| Dom |                     |            | Wyjazd |                         |
| --- | ------------------- | ---------- | --- | ----------------------- |
| - Stal Mielec – Polonia Bytom - Stal Mielec – Odra Opole - Stal Mielec – Wisła Kraków - Stal Mielec – Arkonia Szczecin - Stal Mielec – Lechia Gdańsk - Stal Mielec – Lech Poznań | 0:2 4:1 0:1 1:1 0:1 |            | - Polonia Bytom – Stal Mielec - Odra Opole – Stal Mielec - Wisła Kraków – Stal Mielec - Arkonia Szczecin – Stal Mielec - Lechia Gdańsk – Stal Mielec - Lech Poznań – Stal Mielec | 4:1 1:0 1:1 7:1 0:0 1:0 |
| Mecze o 13. miejsce: |                     |            | |                         |
| - Stal Mielec – Cracovia | 3:0                 |            | - Cracovia – Stal Mielec | 0:1                     |

| Sezon 1970/71 | Sezon 1970/71                               | Sezon 1970/71 | Sezon 1970/71 | Sezon 1970/71                               |
| Dom |                                             |               | Wyjazd |                                             |
| --- | ------------------------------------------- | ------------- | --- | ------------------------------------------- |
| - Stal Mielec – GKS Katowice - Stal Mielec – Górnik Zabrze - Stal Mielec – Gwardia Warszawa - Stal Mielec – Legia Warszawa - Stal Mielec – Pogoń Szczecin - Stal Mielec – Polonia Bytom - Stal Mielec – ROW Rybnik - Stal Mielec – Ruch Chorzów - Stal Mielec – Stal Rzeszów - Stal Mielec – Szombierki Bytom - Stal Mielec – Wisła Kraków - Stal Mielec – Zagłębie Sosnowiec - Stal Mielec – Zagłębie Wałbrzych | 1:1 2:3 0:0 1:0 0:0 1:2 1:0 0:0 5:2 2:0 1:4 |               | - GKS Katowice – Stal Mielec - Górnik Zabrze – Stal Mielec - Gwardia Warszawa – Stal Mielec - Legia Warszawa – Stal Mielec - Pogoń Szczecin – Stal Mielec - Polonia Bytom – Stal Mielec - ROW Rybnik – Stal Mielec - Ruch Chorzów – Stal Mielec - Stal Rzeszów – Stal Mielec - Szombierki Bytom – Stal Mielec - Wisła Kraków – Stal Mielec - Zagłębie Sosnowiec – Stal Mielec - Zagłębie Wałbrzych – Stal Mielec | 1:1 1:0 3:1 1:0 1:1 1:2 2:1 1:2 3:0 1:2 2:1 |

| Sezon 1971/72 | Sezon 1971/72                               | Sezon 1971/72 | Sezon 1971/72 | Sezon 1971/72                           |
| Dom |                                             |               | Wyjazd |                                         |
| --- | ------------------------------------------- | ------------- | --- | --------------------------------------- |
| - Stal Mielec – Górnik Zabrze - Stal Mielec – Gwardia Warszawa - Stal Mielec – Legia Warszawa - Stal Mielec – ŁKS Łódź - Stal Mielec – Odra Opole - Stal Mielec – Pogoń Szczecin - Stal Mielec – Polonia Bytom - Stal Mielec – Ruch Chorzów - Stal Mielec – Stal Rzeszów - Stal Mielec – Szombierki Bytom - Stal Mielec – Wisła Kraków - Stal Mielec – Zagłębie Sosnowiec - Stal Mielec – Zagłębie Wałbrzych | 0:0 2:1 4:0 1:0 3:1 0:0 0:1 3:0 1:0 0:1 3:1 |               | - Górnik Zabrze – Stal Mielec - Gwardia Warszawa – Stal Mielec - Legia Warszawa – Stal Mielec - ŁKS Łódź – Stal Mielec - Odra Opole – Stal Mielec - Pogoń Szczecin – Stal Mielec - Polonia Bytom – Stal Mielec - Ruch Chorzów – Stal Mielec - Stal Rzeszów – Stal Mielec - Szombierki Bytom – Stal Mielec - Wisła Kraków – Stal Mielec - Zagłębie Sosnowiec – Stal Mielec - Zagłębie Wałbrzych – Stal Mielec | 2:2 1:1 2:0 1:1 1:0 0:1 3:0 0:2 0:0 1:0 |

| Sezon 1972/73 | Sezon 1972/73                                       | Sezon 1972/73 | Sezon 1972/73 | Sezon 1972/73                                       |
| Dom |                                                     |               | Wyjazd |                                                     |
| --- | --------------------------------------------------- | ------------- | --- | --------------------------------------------------- |
| - Stal Mielec – Górnik Zabrze - Stal Mielec – Gwardia Warszawa - Stal Mielec – Lech Poznań - Stal Mielec – Legia Warszawa - Stal Mielec – ŁKS Łódź - Stal Mielec – Odra Opole - Stal Mielec – Pogoń Szczecin - Stal Mielec – Polonia Bytom - Stal Mielec – ROW Rybnik - Stal Mielec – Ruch Chorzów - Stal Mielec – Wisła Kraków - Stal Mielec – Zagłębie Sosnowiec - Stal Mielec – Zagłębie Wałbrzych | 0:0 5:0 3:2 1:0 1:1 0:0 3:1 3:0 1:1 2:1 2:0 0:0 2:0 |               | - Górnik Zabrze – Stal Mielec - Gwardia Warszawa – Stal Mielec - Lech Poznań – Stal Mielec - Legia Warszawa – Stal Mielec - ŁKS Łódź – Stal Mielec - Odra Opole – Stal Mielec - Pogoń Szczecin – Stal Mielec - Polonia Bytom – Stal Mielec - ROW Rybnik – Stal Mielec - Ruch Chorzów – Stal Mielec - Wisła Kraków – Stal Mielec - Zagłębie Sosnowiec – Stal Mielec - Zagłębie Wałbrzych – Stal Mielec | 1:1 0:0 3:0 0:3 0:0 2:2 1:3 0:6 0:3 2:2 0:3 4:1 2:0 |

| Sezon 1973/74 | Sezon 1973/74                                           | Sezon 1973/74 | Sezon 1973/74 | Sezon 1973/74                                               |
| Dom |                                                         |               | Wyjazd |                                                             |
| --- | ------------------------------------------------------- | ------------- | --- | ----------------------------------------------------------- |
| - Stal Mielec – Górnik Zabrze - Stal Mielec – Gwardia Warszawa - Stal Mielec – Lech Poznań - Stal Mielec – Legia Warszawa - Stal Mielec – ŁKS Łódź - Stal Mielec – Odra Opole - Stal Mielec – Pogoń Szczecin - Stal Mielec – Polonia Bytom - Stal Mielec – ROW Rybnik - Stal Mielec – Ruch Chorzów - Stal Mielec – Szombierki Bytom - Stal Mielec – Śląsk Wrocław - Stal Mielec – Wisła Kraków - Stal Mielec – Zagłębie Sosnowiec - Stal Mielec – Zagłębie Wałbrzych | 0:1 2:1 1:2 3:1 7:0 2:1 0:0 1:0 0:0 1:1 3:1 1:0 2:2 1:0 |               | - Górnik Zabrze – Stal Mielec - Gwardia Warszawa – Stal Mielec - Lech Poznań – Stal Mielec - Legia Warszawa – Stal Mielec - ŁKS Łódź – Stal Mielec - Odra Opole – Stal Mielec - Pogoń Szczecin – Stal Mielec - Polonia Bytom – Stal Mielec - ROW Rybnik – Stal Mielec - Ruch Chorzów – Stal Mielec - Szombierki Bytom – Stal Mielec - Śląsk Wrocław – Stal Mielec - Wisła Kraków – Stal Mielec - Zagłębie Sosnowiec – Stal Mielec - Zagłębie Wałbrzych – Stal Mielec | 2:0 2:1 0:0 1:1 0:0 4:0 0:2 1:3 1:0 0:0 2:2 0:5 0:0 1:1 0:1 |

| Sezon 1974/75 | Sezon 1974/75                                       | Sezon 1974/75 | Sezon 1974/75 | Sezon 1974/75                                           |
| Dom |                                                     |               | Wyjazd |                                                         |
| --- | --------------------------------------------------- | ------------- | --- | ------------------------------------------------------- |
| - Stal Mielec – Arka Gdynia - Stal Mielec – GKS Tychy - Stal Mielec – Górnik Zabrze - Stal Mielec – Gwardia Warszawa - Stal Mielec – Lech Poznań - Stal Mielec – Legia Warszawa - Stal Mielec – ŁKS Łódź - Stal Mielec – Pogoń Szczecin - Stal Mielec – Polonia Bytom - Stal Mielec – ROW Rybnik - Stal Mielec – Ruch Chorzów - Stal Mielec – Szombierki Bytom - Stal Mielec – Śląsk Wrocław - Stal Mielec – Wisła Kraków - Stal Mielec – Zagłębie Sosnowiec | 2:1 0:1 2:2 1:0 2:2 3:1 0:0 1:1 1:0 0:1 1:1 0:1 3:0 |               | - Arka Gdynia – Stal Mielec - GKS Tychy – Stal Mielec - Górnik Zabrze – Stal Mielec - Gwardia Warszawa – Stal Mielec - Lech Poznań – Stal Mielec - Legia Warszawa – Stal Mielec - ŁKS Łódź – Stal Mielec - Pogoń Szczecin – Stal Mielec - Polonia Bytom – Stal Mielec - ROW Rybnik – Stal Mielec - Ruch Chorzów – Stal Mielec - Szombierki Bytom – Stal Mielec - Śląsk Wrocław – Stal Mielec - Wisła Kraków – Stal Mielec - Zagłębie Sosnowiec – Stal Mielec | 0:2 1:2 0:3 2:1 0:1 1:0 0:2 0:1 3:1 2:1 1:3 1:2 1:1 0:0 |

| Sezon 1975/76 | Sezon 1975/76                                               | Sezon 1975/76 | Sezon 1975/76 | Sezon 1975/76                                       |
| Dom |                                                             |               | Wyjazd |                                                     |
| --- | ----------------------------------------------------------- | ------------- | --- | --------------------------------------------------- |
| - Stal Mielec – GKS Tychy - Stal Mielec – Górnik Zabrze - Stal Mielec – Lech Poznań - Stal Mielec – Legia Warszawa - Stal Mielec – ŁKS Łódź - Stal Mielec – Pogoń Szczecin - Stal Mielec – Polonia Bytom - Stal Mielec – ROW Rybnik - Stal Mielec – Ruch Chorzów - Stal Mielec – Stal Rzeszów - Stal Mielec – Szombierki Bytom - Stal Mielec – Śląsk Wrocław - Stal Mielec – Widzew Łódź - Stal Mielec – Wisła Kraków - Stal Mielec – Zagłębie Sosnowiec | 0:0 2:1 3:1 6:0 2:2 2:0 0:0 1:1 0:0 1:0 2:1 0:0 3:0 1:1 2:0 |               | - GKS Tychy – Stal Mielec - Górnik Zabrze – Stal Mielec - Lech Poznań – Stal Mielec - Legia Warszawa – Stal Mielec - ŁKS Łódź – Stal Mielec - Pogoń Szczecin – Stal Mielec - Polonia Bytom – Stal Mielec - ROW Rybnik – Stal Mielec - Ruch Chorzów – Stal Mielec - Stal Rzeszów – Stal Mielec - Szombierki Bytom – Stal Mielec - Śląsk Wrocław – Stal Mielec - Widzew Łódź – Stal Mielec - Wisła Kraków – Stal Mielec - Zagłębie Sosnowiec – Stal Mielec | 0:2 1:1 0:0 1:1 2:1 1:3 1:0 2:5 2:1 1:2 0:1 1:0 1:1 |

| Sezon 1976/77 | Sezon 1976/77                                       | Sezon 1976/77 | Sezon 1976/77 | Sezon 1976/77                                               |
| Dom |                                                     |               | Wyjazd |                                                             |
| --- | --------------------------------------------------- | ------------- | --- | ----------------------------------------------------------- |
| - Stal Mielec – Arka Gdynia - Stal Mielec – GKS Tychy - Stal Mielec – Górnik Zabrze - Stal Mielec – Lech Poznań - Stal Mielec – Legia Warszawa - Stal Mielec – ŁKS Łódź - Stal Mielec – Odra Opole - Stal Mielec – Pogoń Szczecin - Stal Mielec – ROW Rybnik - Stal Mielec – Ruch Chorzów - Stal Mielec – Szombierki Bytom - Stal Mielec – Śląsk Wrocław - Stal Mielec – Widzew Łódź - Stal Mielec – Wisła Kraków - Stal Mielec – Zagłębie Sosnowiec | 2:1 3:0 2:0 1:1 2:1 1:1 3:0 3:1 1:1 1:0 1:1 1:0 0:1 |               | - Arka Gdynia – Stal Mielec - GKS Tychy – Stal Mielec - Górnik Zabrze – Stal Mielec - Lech Poznań – Stal Mielec - Legia Warszawa – Stal Mielec - ŁKS Łódź – Stal Mielec - Odra Opole – Stal Mielec - Pogoń Szczecin – Stal Mielec - ROW Rybnik – Stal Mielec - Ruch Chorzów – Stal Mielec - Szombierki Bytom – Stal Mielec - Śląsk Wrocław- Stal Mielec - Widzew Łódź – Stal Mielec - Wisła Kraków – Stal Mielec - Zagłębie Sosnowiec – Stal Mielec | 2:1 1:2 3:0 1:5 3:2 0:0 2:3 0:0 3:1 0:2 2:0 1:0 3:1 1:1 0:0 |

| Sezon 1977/78 | Sezon 1977/78                                   | Sezon 1977/78 | Sezon 1977/78 | Sezon 1977/78                                               |
| Dom |                                                 |               | Wyjazd |                                                             |
| --- | ----------------------------------------------- | ------------- | --- | ----------------------------------------------------------- |
| - Stal Mielec – Arka Gdynia - Stal Mielec – Górnik Zabrze - Stal Mielec – Lech Poznań - Stal Mielec – Legia Warszawa - Stal Mielec – ŁKS Łódź - Stal Mielec – Odra Opole - Stal Mielec – Pogoń Szczecin - Stal Mielec – Polonia Bytom - Stal Mielec – Ruch Chorzów - Stal Mielec – Szombierki Bytom - Stal Mielec – Śląsk Wrocław - Stal Mielec – Widzew Łódź - Stal Mielec – Wisła Kraków - Stal Mielec – Zagłębie Sosnowiec - Stal Mielec – Zawisza Bydgoszcz | 3:0 0:1 2:1 4:0 1:0 2:2 0:1 3:1 0:0 1:1 2:0 2:1 |               | - Arka Gdynia – Stal Mielec - Górnik Zabrze – Stal Mielec - Lech Poznań – Stal Mielec - Legia Warszawa – Stal Mielec - ŁKS Łódź – Stal Mielec - Odra Opole – Stal Mielec - Pogoń Szczecin – Stal Mielec - Polonia Bytom – Stal Mielec - Ruch Chorzów – Stal Mielec - Szombierki Bytom – Stal Mielec - Śląsk Wrocław – Stal Mielec - Widzew Łódź – Stal Mielec - Wisła Kraków – Stal Mielec - Zagłębie Sosnowiec – Stal Mielec - Zawisza Bydgoszcz – Stal Mielec | 2:0 2:2 1:1 0:1 1:0 2:0 3:0 0:1 0:2 1:0 3:1 2:2 1:0 0:1 1:0 |

| Sezon 1978/79 | Sezon 1978/79                                           | Sezon 1978/79 | Sezon 1978/79 | Sezon 1978/79                                           |
| Dom |                                                         |               | Wyjazd |                                                         |
| --- | ------------------------------------------------------- | ------------- | --- | ------------------------------------------------------- |
| - Stal Mielec – Arka Gdynia - Stal Mielec – GKS Katowice - Stal Mielec – Gwardia Warszawa - Stal Mielec – Lech Poznań - Stal Mielec – Legia Warszawa - Stal Mielec – ŁKS Łódź - Stal Mielec – Odra Opole - Stal Mielec – Pogoń Szczecin - Stal Mielec – Polonia Bytom - Stal Mielec – Ruch Chorzów - Stal Mielec – Szombierki Bytom - Stal Mielec – Śląsk Wrocław - Stal Mielec – Widzew Łódź - Stal Mielec – Wisła Kraków - Stal Mielec – Zagłębie Sosnowiec | 5:2 4:0 2:0 0:2 1:0 4:1 2:0 0:0 1:2 3:1 1:0 1:1 2:1 1:1 |               | - Arka Gdynia – Stal Mielec - GKS Katowice – Stal Mielec - Gwardia Warszawa – Stal Mielec - Lech Poznań – Stal Mielec - Legia Warszawa – Stal Mielec - ŁKS Łódź – Stal Mielec - Odra Opole – Stal Mielec - Pogoń Szczecin – Stal Mielec - Polonia Bytom – Stal Mielec - Ruch Chorzów – Stal Mielec - Szombierki Bytom – Stal Mielec - Śląsk Wrocław – Stal Mielec - Widzew Łódź – Stal Mielec - Wisła Kraków – Stal Mielec - Zagłębie Sosnowiec – Stal Mielec | 0:3 0:0 1:3 1:0 1:1 2:0 3:2 1:1 0:1 1:1 1:0 1:1 3:0 0:1 |

| Sezon 1979/80 | Sezon 1979/80                                       | Sezon 1979/80 | Sezon 1979/80 | Sezon 1979/80                                           |
| Dom |                                                     |               | Wyjazd |                                                         |
| --- | --------------------------------------------------- | ------------- | --- | ------------------------------------------------------- |
| - Stal Mielec – Arka Gdynia - Stal Mielec – GKS Katowice - Stal Mielec – Górnik Zabrze - Stal Mielec – Lech Poznań - Stal Mielec – Legia Warszawa - Stal Mielec – ŁKS Łódź - Stal Mielec – Odra Opole - Stal Mielec – Polonia Bytom - Stal Mielec – Ruch Chorzów - Stal Mielec – Szombierki Bytom - Stal Mielec – Śląsk Wrocław - Stal Mielec – Widzew Łódź - Stal Mielec – Wisła Kraków - Stal Mielec – Zagłębie Sosnowiec - Stal Mielec – Zawisza Bydgoszcz | 1:4 1:0 0:0 0:1 4:2 3:1 0:0 1:0 0:0 1:2 1:3 2:0 0:0 |               | - Arka Gdynia – Stal Mielec - GKS Katowice – Stal Mielec - Górnik Zabrze – Stal Mielec - Lech Poznań – Stal Mielec - Legia Warszawa – Stal Mielec - ŁKS Łódź – Stal Mielec - Odra Opole – Stal Mielec - Polonia Bytom – Stal Mielec - Ruch Chorzów – Stal Mielec - Szombierki Bytom – Stal Mielec - Śląsk Wrocław – Stal Mielec - Widzew Łódź – Stal Mielec - Wisła Kraków – Stal Mielec - Zagłębie Sosnowiec – Stal Mielec - Zawisza Bydgoszcz – Stal Mielec | 1:0 2:2 2:0 2:2 0:2 0:0 1:0 0:0 4:0 2:1 1:1 0:0 2:1 2:2 |

| Sezon 1980/81 | Sezon 1980/81                                   | Sezon 1980/81 | Sezon 1980/81 | Sezon 1980/81                                               |
| Dom |                                                 |               | Wyjazd |                                                             |
| --- | ----------------------------------------------- | ------------- | --- | ----------------------------------------------------------- |
| - Stal Mielec – Arka Gdynia - Stal Mielec – Bałtyk Gdynia - Stal Mielec – Górnik Zabrze - Stal Mielec – Lech Poznań - Stal Mielec – Legia Warszawa - Stal Mielec – ŁKS Łódź - Stal Mielec – Motor Lublin - Stal Mielec – Odra Opole - Stal Mielec – Ruch Chorzów - Stal Mielec – Szombierki Bytom - Stal Mielec – Śląsk Wrocław - Stal Mielec – Widzew Łódź - Stal Mielec – Wisła Kraków - Stal Mielec – Zagłębie Sosnowiec - Stal Mielec – Zawisza Bydgoszcz | 2:2 1:0 0:0 3:0 1:2 2:0 2:1 1:1 0:2 0:1 5:3 2:1 |               | - Arka Gdynia – Stal Mielec - Bałtyk Gdynia – Stal Mielec - Górnik Zabrze – Stal Mielec - Lech Poznań – Stal Mielec - Legia Warszawa- Stal Mielec - ŁKS Łódź – Stal Mielec - Motor Lublin – Stal Mielec - Odra Opole – Stal Mielec - Ruch Chorzów – Stal Mielec - Szombierki Bytom – Stal Mielec - Śląsk Wrocław – Stal Mielec - Widzew Łódź – Stal Mielec - Wisła Kraków – Stal Mielec - Zagłębie Sosnowiec – Stal Mielec - Zawisza Bydgoszcz – Stal Mielec | 0:2 2:1 1:1 1:2 2:0 3:2 2:3 2:0 4:3 3:2 2:0 3:1 2:0 2:1 1:0 |

| Sezon 1981/82 | Sezon 1981/82                                           | Sezon 1981/82 | Sezon 1981/82 | Sezon 1981/82                                               |
| Dom |                                                         |               | Wyjazd |                                                             |
| --- | ------------------------------------------------------- | ------------- | --- | ----------------------------------------------------------- |
| - Stal Mielec – Arka Gdynia - Stal Mielec – Bałtyk Gdynia - Stal Mielec – Górnik Zabrze - Stal Mielec – Gwardia Warszawa - Stal Mielec – Lech Poznań - Stal Mielec – Legia Warszawa - Stal Mielec – ŁKS Łódź - Stal Mielec – Motor Lublin - Stal Mielec – Pogoń Szczecin - Stal Mielec – Ruch Chorzów - Stal Mielec – Szombierki Bytom - Stal Mielec – Śląsk Wrocław - Stal Mielec – Widzew Łódź - Stal Mielec – Wisła Kraków - Stal Mielec – Zagłębie Sosnowiec | 3:0 5:2 2:0 0:1 2:2 2:0 1:0 0:0 1:1 0:0 3:1 1:1 1:0 0:0 |               | - Arka Gdynia – Stal Mielec - Bałtyk Gdynia – Stal Mielec - Górnik Zabrze – Stal Mielec - Gwardia Warszawa – Stal Mielec - Lech Poznań – Stal Mielec - Legia Warszawa – Stal Mielec - ŁKS Łódź – Stal Mielec - Motor Lublin – Stal Mielec - Pogoń Szczecin – Stal Mielec - Ruch Chorzów – Stal Mielec - Szombierki Bytom – Stal Mielec - Śląsk Wrocław – Stal Mielec - Widzew Łódź – Stal Mielec - Wisła Kraków – Stal Mielec - Zagłębie Sosnowiec – Stal Mielec | 0:2 1:1 0:0 2:1 0:1 1:1 2:0 5:1 3:0 0:2 0:0 2:0 0:0 1:1 0:1 |

| Sezon 1982/83 | Sezon 1982/83                                           | Sezon 1982/83 | Sezon 1982/83 | Sezon 1982/83                                               |
| Dom |                                                         |               | Wyjazd |                                                             |
| --- | ------------------------------------------------------- | ------------- | --- | ----------------------------------------------------------- |
| - Stal Mielec – Bałtyk Gdynia - Stal Mielec – Cracovia - Stal Mielec – GKS Katowice - Stal Mielec – Górnik Zabrze - Stal Mielec – Gwardia Warszawa - Stal Mielec – Lech Poznań - Stal Mielec – Legia Warszawa - Stal Mielec – ŁKS Łódź - Stal Mielec – Pogoń Szczecin - Stal Mielec – Ruch Chorzów - Stal Mielec – Szombierki Bytom - Stal Mielec – Śląsk Wrocław - Stal Mielec – Widzew Łódź - Stal Mielec – Wisła Kraków - Stal Mielec – Zagłębie Sosnowiec | 0:0 2:1 1:1 1:2 1:1 0:1 2:1 1:0 0:1 2:0 3:0 2:3 1:2 0:1 |               | - Bałtyk Gdynia – Stal Mielec - Cracovia – Stal Mielec - GKS Katowice – Stal Mielec - Górnik Zabrze – Stal Mielec - Gwardia Warszawa – Stal Mielec - Lech Pozna – Stal Mielec - Legia Warszawa – Stal Mielec - ŁKS Łódź – Stal Mielec - Pogoń Szczecin – Stal Mielec - Ruch Chorzów – Stal Mielec - Szombierki Bytom – Stal Mielec - Śląsk Wrocław – Stal Mielec - Widzew Łódź – Stal Mielec - Wisła Kraków – Stal Mielec - Zagłębie Sosnowiec – Stal Mielec | 2:1 1:1 0:0 1:0 1:1 1:0 2:2 3:1 4:1 3:0 1:1 2:0 1:1 0:1 0:0 |

| Sezon 1985/86 | Sezon 1985/86                                               | Sezon 1985/86 | Sezon 1985/86 | Sezon 1985/86                                           |
| Dom |                                                             |               | Wyjazd |                                                         |
| --- | ----------------------------------------------------------- | ------------- | --- | ------------------------------------------------------- |
| - Stal Mielec – Bałtyk Gdynia - Stal Mielec – GKS Katowice - Stal Mielec – Górnik Wałbrzych - Stal Mielec – Górnik Zabrze - Stal Mielec – Lech Poznań - Stal Mielec – Lechia Gdańsk - Stal Mielec – Legia Warszawa - Stal Mielec – ŁKS Łódź - Stal Mielec – Motor Lublin - Stal Mielec – Pogoń Szczecin - Stal Mielec – Ruch Chorzów - Stal Mielec – Śląsk Wrocław - Stal Mielec – Widzew Łódź - Stal Mielec – Zagłębie Lubin - Stal Mielec – Zagłębie Sosnowiec | 2:0 1:0 0:1 0:3 2:0 3:0 0:1 2:0 2:1 0:1 2:1 3:2 1:2 0:1 1:0 |               | - Bałtyk Gdynia – Stal Mielec - GKS Katowice – Stal Mielec - Górnik Wałbrzych – Stal Mielec - Górnik Zabrze – Stal Mielec - Lech Poznań – Stal Mielec - Lechia Gdańsk – Stal Mielec - Legia Warszawa – Stal Mielec - ŁKS Łódź – Stal Mielec - Motor Lublin – Stal Mielec - Pogoń Szczecin – Stal Mielec - Ruch Chorzów – Stal Mielec - Śląsk Wrocław – Stal Mielec - Widzew Łódź – Stal Mielec - Zagłębie Lubin – Stal Mielec - Zagłębie Sosnowiec – Stal Mielec | 2:0 1:1 0:0 2:0 2:2 2:0 1:0 2:0 1:0 0:1 2:1 1:0 1:1 0:0 |

| Sezon 1986/87 | Sezon 1986/87                                               | Sezon 1986/87 | Sezon 1986/87 | Sezon 1986/87                                               |
| Dom |                                                             |               | Wyjazd |                                                             |
| --- | ----------------------------------------------------------- | ------------- | --- | ----------------------------------------------------------- |
| - Stal Mielec – GKS Katowice - Stal Mielec – Górnik Wałbrzych - Stal Mielec – Górnik Zabrze - Stal Mielec – Lech Poznań - Stal Mielec – Lechia Gdańsk - Stal Mielec – Legia Warszawa - Stal Mielec – ŁKS Łódź - Stal Mielec – Motor Lublin - Stal Mielec – Olimpia Poznań - Stal Mielec – Pogoń Szczecin - Stal Mielec – Polonia Bytom - Stal Mielec – Ruch Chorzów - Stal Mielec – Śląsk Wrocław - Stal Mielec – Widzew Łódź - Stal Mielec – Zagłębie Lubin | 3:1 2:1 1:2 0:3 1:0 1:1 0:0 1:0 1:1 0:1 1:2 0:2 0:0 1:0 0:0 |               | - GKS Katowice – Stal Mielec - Górnik Wałbrzych – Stal Mielec - Górnik Zabrze – Stal Mielec - Lech Poznań – Stal Mielec - Lechia Gdańsk – Stal Mielec - Legia Warszawa – Stal Mielec - ŁKS Łódź – Stal Mielec - Motor Lublin – Stal Mielec - Olimpia Poznań – Stal Mielec - Pogoń Szczecin – Stal Mielec - Polonia Bytom – Stal Mielec - Ruch Chorzów – Stal Mielec - Śląsk Wrocław – Stal Mielec - Widzew Łódź – Stal Mielec - Zagłębie Lubin – Stal Mielec | 5:0 2:1 5:2 3:1 0:0 2:0 1:1 1:0 1:3 1:1 3:3 1:0 3:2 1:1 2:0 |

| Sezon 1988/89 | Sezon 1988/89                                           | Sezon 1988/89 | Sezon 1988/89 | Sezon 1988/89                                   |
| Dom |                                                         |               | Wyjazd |                                                 |
| --- | ------------------------------------------------------- | ------------- | --- | ----------------------------------------------- |
| - Stal Mielec – GKS Jastrzębie - Stal Mielec – GKS Katowice - Stal Mielec – Górnik Wałbrzych - Stal Mielec – Górnik Zabrze - Stal Mielec – Jagiellonia Białystok - Stal Mielec – Lech Poznań - Stal Mielec – Legia Warszawa - Stal Mielec – ŁKS Łódź - Stal Mielec – Olimpia Poznań - Stal Mielec – Pogoń Szczecin - Stal Mielec – Ruch Chorzów - Stal Mielec – Szombierki Bytom - Stal Mielec – Śląsk Wrocław - Stal Mielec – Widzew Łódź - Stal Mielec – Wisła Kraków | 0:1 2:0 2:1 0:0 2:0 1:0 1:2 3:3 0:0 2:0 3:1 3:0 2:2 3:2 |               | - GKS Jastrzębie – Stal Mielec - GKS Katowice – Stal Mielec - Górnik Wałbrzych – Stal Mielec - Górnik Zabrze – Stal Mielec - Jagiellonia Białystok – Stal Mielec - Lech Poznań – Stal Mielec - Legia Warszawa – Stal Mielec - ŁKS Łódź – Stal Mielec - Olimpia Poznań – Stal Mielec - Pogoń Szczecin – Stal Mielec - Ruch Chorzów – Stal Mielec - Szombierki Bytom – Stal Mielec - Śląsk Wrocław – Stal Mielec - Widzew Łódź – Stal Mielec - Wisła Kraków – Stal Mielec | 2:0 3:0 0:1 1:0 0:0 0:1 2:1 0:2 2:3 1:1 0:0 1:0 |

| Sezon 1989/90 | Sezon 1989/90                                               | Sezon 1989/90 | Sezon 1989/90 | Sezon 1989/90                                   |
| Dom |                                                             |               | Wyjazd |                                                 |
| --- | ----------------------------------------------------------- | ------------- | --- | ----------------------------------------------- |
| - Stal Mielec – GKS Katowice - Stal Mielec – Górnik Zabrze - Stal Mielec – Jagiellonia Białystok - Stal Mielec – Lech Poznań - Stal Mielec – Legia Warszawa - Stal Mielec – ŁKS Łódź - Stal Mielec – Motor Lublin - Stal Mielec – Olimpia Poznań - Stal Mielec – Ruch Chorzów - Stal Mielec – Śląsk Wrocław - Stal Mielec – Widzew Łódź - Stal Mielec – Wisła Kraków - Stal Mielec – Zagłębie Lubin - Stal Mielec – Zagłębie Sosnowiec - Stal Mielec – Zawisza Bydgoszcz | 0:1 3:3 1:0 0:1 0:0 1:0 3:0 2:1 1:0 1:1 4:1 2:1 1:2 0:2 1:0 |               | - GKS Katowice – Stal Mielec - Górnik Zabrze – Stal Mielec - Jagiellonia Białystok – Stal Mielec - Lech Poznań – Stal Mielec - Legia Warszawa – Stal Mielec - ŁKS Łódź – Stal Mielec - Motor Lublin – Stal Mielec - Olimpia Poznań – Stal Mielec - Ruch Chorzów – Stal Mielec - Śląsk Wrocław – Stal Mielec - Widzew Łódź – Stal Mielec - Wisła Kraków – Stal Mielec - Zagłębie Lubin – Stal Mielec - Zagłębie Sosnowiec – Stal Mielec - Zawisza Bydgoszcz – Stal Mielec | 2:0 2:1 2:2 6:1 1:1 2:0 0:0 1:1 0:0 2:1 3:0 2:0 |

| Sezon 1990/91 | Sezon 1990/91                                               | Sezon 1990/91 | Sezon 1990/91 | Sezon 1990/91                                           |
| Dom |                                                             |               | Wyjazd |                                                         |
| --- | ----------------------------------------------------------- | ------------- | --- | ------------------------------------------------------- |
| - Stal Mielec – GKS Katowice - Stal Mielec – Górnik Zabrze - Stal Mielec – Hutnik Kraków - Stal Mielec – Igloopol Dębica - Stal Mielec – Lech Poznań - Stal Mielec – Legia Warszawa - Stal Mielec – ŁKS Łódź - Stal Mielec – Motor Lublin - Stal Mielec – Olimpia Poznań - Stal Mielec – Ruch Chorzów - Stal Mielec – Śląsk Wrocław - Stal Mielec – Wisła Kraków - Stal Mielec – Zagłębie Lubin - Stal Mielec – Zagłębie Sosnowiec - Stal Mielec – Zawisza Bydgoszcz | 2:2 0:0 1:1 2:0 0:0 1:1 1:2 1:3 0:3 0:2 5:1 2:3 1:0 0:2 0:0 |               | - GKS Katowice – Stal Mielec - Górnik Zabrze – Stal Mielec - Hutnik Kraków – Stal Mielec - Igloopol Dębica – Stal Mielec - Lech Poznań – Stal Mielec - Legia Warszawa – Stal Mielec - ŁKS Łódź – Stal Mielec - Motor Lublin – Stal Mielec - Olimpia Poznań – Stal Mielec - Ruch Chorzów – Stal Mielec - Śląsk Wrocław – Stal Mielec - Wisła Kraków – Stal Mielec - Zagłębie Lubin – Stal Mielec - Zagłębie Sosnowiec – Stal Mielec - Zawisza Bydgoszcz – Stal Mielec | 1:0 3:0 2:2 1:1 2:0 1:0 1:1 1:0 5:1 2:1 3:0 3:2 1:1 2:0 |

| Sezon 1991/92 | Sezon 1991/92                                                   | Sezon 1991/92 | Sezon 1991/92 | Sezon 1991/92                                                   |
| Dom |                                                                 |               | Wyjazd |                                                                 |
| --- | --------------------------------------------------------------- | ------------- | --- | --------------------------------------------------------------- |
| - Stal Mielec – GKS Katowice - Stal Mielec – Górnik Zabrze - Stal Mielec – Hutnik Kraków - Stal Mielec – Igloopol Dębica - Stal Mielec – Lech Poznań - Stal Mielec – Legia Warszawa - Stal Mielec – ŁKS Łódź - Stal Mielec – Motor Lublin - Stal Mielec – Olimpia Poznań - Stal Mielec – Ruch Chorzów - Stal Mielec – Stal Stalowa Wola - Stal Mielec – Śląsk Wrocław - Stal Mielec – Widzew Łódź - Stal Mielec – Wisła Kraków - Stal Mielec – Zagłębie Lubin - Stal Mielec – Zagłębie Sosnowiec - Stal Mielec – Zawisza Bydgoszcz | 0:0 2:0 1:1 3:0 0:1 0:0 2:1 1:1 0:0 3:0 0:0 0:1 3:0 0:1 1:1 4:1 |               | - GKS Katowice – Stal Mielec - Górnik Zabrze – Stal Mielec - Hutnik Kraków – Stal Mielec - Igloopol Dębica – Stal Mielec - Lech Pozna – Stal Mielec - Legia Warszawa – Stal Mielec - ŁKS Łódź – Stal Mielec - Motor Lublin – Stal Mielec - Olimpia Poznań – Stal Mielec - Ruch Chorzów – Stal Mielec - Stal Stalowa Wola – Stal Mielec - Śląsk Wrocław – Stal Mielec - Widzew Łódź – Stal Mielec - Wisła Kraków – Stal Mielec - Zagłębie Lubin – Stal Mielec - Zagłębie Sosnowiec – Stal Mielec - Zawisza Bydgoszcz – Stal Mielec | 0:0 1:1 3:0 0:0 3:0 1:2 0:0 0:1 1:1 2:0 1:1 2:0 2:1 2:0 0:0 2:0 |

| Sezon 1992/93 | Sezon 1992/93                                               | Sezon 1992/93 | Sezon 1992/93 | Sezon 1992/93                                                   |
| Dom |                                                             |               | Wyjazd |                                                                 |
| --- | ----------------------------------------------------------- | ------------- | --- | --------------------------------------------------------------- |
| - Stal Mielec – GKS Katowice - Stal Mielec – Górnik Zabrze - Stal Mielec – Hutnik Kraków - Stal Mielec – Jagiellonia Białystok - Stal Mielec – Lech Poznań - Stal Mielec – Legia Warszawa - Stal Mielec – ŁKS Łódź - Stal Mielec – Olimpia Poznań - Stal Mielec – Pogoń Szczecin - Stal Mielec – Ruch Chorzów - Stal Mielec – Siarka Tarnobrzeg - Stal Mielec – Szombierki Bytom - Stal Mielec – Śląsk Wrocław - Stal Mielec – Widzew Łódź - Stal Mielec – Wisła Kraków - Stal Mielec – Zagłębie Lubin - Stal Mielec – Zawisza Bydgoszcz | 2:1 0:0 4:1 1:2 0:1 1:1 2:0 1:1 2:1 2:0 1:1 0:2 1:1 0:0 3:2 |               | - GKS Katowice – Stal Mielec - Górnik Zabrze – Stal Mielec - Hutnik Kraków – Stal Mielec - Jagiellonia Białystok – Stal Mielec - Lech Poznań – Stal Mielec - Legia Warszawa – Stal Mielec - ŁKS Łódź – Stal Mielec - Olimpia Poznań – Stal Mielec - Pogoń Szczecin – Stal Mielec - Ruch Chorzów – Stal Mielec - Siarka Tarnobrzeg – Stal Mielec - Szombierki Bytom – Stal Mielec - Śląsk Wrocław – Stal Mielec - Widzew Łódź – Stal Mielec - Wisła Kraków – Stal Mielec - Zagłębie Lubin – Stal Mielec - Zawisza Bydgoszcz – Stal Mielec | 2:2 0:0 1:1 0:5 0:0 1:0 0:0 1:0 0:1 2:2 1:2 0:2 1:2 2:0 1:1 1:3 |

| Sezon 1993/94 | Sezon 1993/94                                           | Sezon 1993/94 | Sezon 1993/94 | Sezon 1993/94                                                   |
| Dom |                                                         |               | Wyjazd |                                                                 |
| --- | ------------------------------------------------------- | ------------- | --- | --------------------------------------------------------------- |
| - Stal Mielec – GKS Katowice - Stal Mielec – Górnik Zabrze - Stal Mielec – Hutnik Kraków - Stal Mielec – Lech Poznań - Stal Mielec – Legia Warszawa - Stal Mielec – ŁKS Łódź - Stal Mielec – Pogoń Szczecin - Stal Mielec – Polonia Warszawa - Stal Mielec – Ruch Chorzów - Stal Mielec – Siarka Tarnobrzeg - Stal Mielec – Sokół Pniewy - Stal Mielec – Stal Stalowa Wola - Stal Mielec – Warta Poznań - Stal Mielec – Widzew Łódź - Stal Mielec – Wisła Kraków - Stal Mielec – Zagłębie Lubin - Stal Mielec – Zawisza Bydgoszcz | 1:2 0:1 1:0 1:3 0:0 3:0 0:1 3:0 0:3 2:0 1:1 0:0 4:0 1:0 |               | - GKS Katowice – Stal Mielec - Górnik Zabrze – Stal Mielec - Hutnik Kraków – Stal Mielec - Lech Poznań – Stal Mielec - Legia Warszawa – Stal Mielec - ŁKS Łódź – Stal Mielec - Pogoń Szczecin – Stal Mielec - Polonia Warszawa – Stal Mielec - Ruch Chorzów – Stal Mielec - Siarka Tarnobrzeg – Stal Mielec - Sokół Pniewy – Stal Mielec - Stal Stalowa Wola – Stal Mielec - Warta Poznań – Stal Mielec - Widzew Łódź – Stal Mielec - Wisła Kraków – Stal Mielec - Zagłębie Lubin – Stal Mielec - Zawisza Bydgoszcz – Stal Mielec | 2:0 5:0 0:0 0:1 3:0 5:0 1:1 3:0 3:1 0:1 1:0 1:2 3:3 2:0 2:1 2:2 |

| Sezon 1994/95 | Sezon 1994/95                                                       | Sezon 1994/95 | Sezon 1994/95 | Sezon 1994/95                                           |
| Dom |                                                                     |               | Wyjazd |                                                         |
| --- | ------------------------------------------------------------------- | ------------- | --- | ------------------------------------------------------- |
| - Stal Mielec – GKS Katowice - Stal Mielec – Górnik Zabrze - Stal Mielec – Hutnik Kraków - Stal Mielec – Lech Poznań - Stal Mielec – Legia Warszawa - Stal Mielec – ŁKS Łódź - Stal Mielec – Olimpia Poznań - Stal Mielec – Petrochemia Płock - Stal Mielec – Pogoń Szczecin - Stal Mielec – Raków Częstochowa - Stal Mielec – Ruch Chorzów - Stal Mielec – Sokół Pniewy - Stal Mielec – Stal Stalowa Wola - Stal Mielec – Stomil Olsztyn - Stal Mielec – Warta Poznań - Stal Mielec – Widzew Łódź - Stal Mielec – Zagłębie Lubin | 1:3 3:2 1:1 2:2 1:2 3:2 1:0 1:1 2:1 4:0 4:2 3:3 1:3 1:0 2:0 1:2 0:1 |               | - GKS Katowice – Stal Mielec - Górnik Zabrze – Stal Mielec - Hutnik Kraków – Stal Mielec - Lech Poznań – Stal Mielec - Legia Warszawa – Stal Mielec - ŁKS Łódź – Stal Mielec - Olimpia Poznań – Stal Mielec - Petrochemia Płock – Stal Mielec - Pogoń Szczecin – Stal Mielec - Raków Częstochowa – Stal Mielec - Ruch Chorzów – Stal Mielec - Sokół Pniewy – Stal Mielec - Stal Stalowa Wola – Stal Mielec - Stomil Olsztyn – Stal Mielec - Warta Poznań – Stal Mielec - Widzew Łódź – Stal Mielec - Zagłębie Lubin – Stal Mielec | 1:1 4:3 2:0 1:1 0:0 1:1 0:0 1:1 3:0 1:1 4:1 2:0 1:1 2:1 |

| Sezon 1995/96 | Sezon 1995/96                                               | Sezon 1995/96 | Sezon 1995/96 | Sezon 1995/96                                       |
| Dom |                                                             |               | Wyjazd |                                                     |
| --- | ----------------------------------------------------------- | ------------- | --- | --------------------------------------------------- |
| - Stal Mielec – Amica Wronki - Stal Mielec – GKS Bełchatów - Stal Mielec – GKS Katowice - Stal Mielec – Górnik Zabrze - Stal Mielec – Hutnik Kraków - Stal Mielec – Lech Poznań - Stal Mielec – Legia Warszawa - Stal Mielec – ŁKS Łódź - Stal Mielec – Lechia/Olimpia Gdańsk - Stal Mielec – Pogoń Szczecin - Stal Mielec – Raków Częstochowa - Stal Mielec – Siarka Tarnobrzeg - Stal Mielec – Sokół Tychy - Stal Mielec – Stomil Olsztyn - Stal Mielec – Śląsk Wrocław - Stal Mielec – Widzew Łódź - Stal Mielec – Zagłębie Lubin | 0:2 3:4 0:1 1:2 3:2 0:5 0:1 2:1 3:1 0:0 0:2 2:0 1:0 1:3 1:2 |               | - Amica Wronki – Stal Mielec - GKS Bełchatów – Stal Mielec - GKS Katowice – Stal Mielec - Górnik Zabrze – Stal Mielec - Hutnik Kraków – Stal Mielec - Lech Poznań – Stal Mielec - Legia Warszawa – Stal Mielec - ŁKS Łódź – Stal Mielec - Lechia/Olimpia Gdańsk – Stal Mielec - Pogoń Szczecin – Stal Mielec - Raków Częstochowa – Stal Mielec - Siarka Tarnobrzeg – Stal Mielec - Sokół Tychy – Stal Mielec - Stomil Olsztyn – Stal Mielec - Śląsk Wrocław – Stal Mielec - Widzew Łódź – Stal Mielec - Zagłębie Lubin – Stal Mielec | 0:0 1:2 0:1 3:1 3:0 2:0 5:1 1:1 2:0 2:1 1:4 4:1 5:1 |

### Wykaz meczów Stali Mielec na drugim szczeblu rozgrywek
Wykaz wszystkich meczów ligowych Stali Mielec na drugim szczeblu rozgrywek, którym do roku 2008 była II liga, a od 2008 jest I liga.
| Sezon 1956 | Sezon 1956                                          | Sezon 1956 | Sezon 1956 | Sezon 1956                                      |
| Dom |                                                     |            | Wyjazd |                                                 |
| --- | --------------------------------------------------- | ---------- | --- | ----------------------------------------------- |
| - Stal Mielec – Polonia Bytom - Stal Mielec – Górnik Radlin - Stal Mielec – CWKS Kraków - Stal Mielec – Szombierki Bytom - Stal Mielec – Naprzód Lipiny - Stal Mielec – Cracovia - Stal Mielec – Stal Gdańsk - Stal Mielec – CWKS Bydgoszcz - Stal Mielec – Sparta Lubań Śląski - Stal Mielec – AKS Chorzów - Stal Mielec – Warta Poznań - Stal Mielec – Górnik Wałbrzych - Stal Mielec – Marymont Warszawa | 0:0 0:1 1:2 0:1 1:0 2:1 0:0 0:1 1:2 3:0 0:0 4:2 3:1 |            | - Polonia Bytom – Stal Mielec - Górnik Radlin – Stal Mielec - CWKS Kraków – Stal Mielec - Szombierki Bytom – Stal Mielec - Naprzód Lipiny – Stal Mielec - Cracovia – Stal Mielec - Stal Gdańsk – Stal Mielec - CWKS Bydgoszcz – Stal Mielec - Sparta Lubań Śląski – Stal Mielec - AKS Chorzów – Stal Mielec - Warta Poznań – Stal Mielec - Górnik Wałbrzych – Stal Mielec - Marymont Warszawa – Stal Mielec | 0:0 3:0 3:1 2:0 4:5 0:0 1:2 1:1 2:1 1:0 2:3 2:1 |

| Sezon 1957 | Sezon 1957                              | Sezon 1957 | Sezon 1957 | Sezon 1957                                  |
| Dom |                                         |            | Wyjazd |                                             |
| --- | --------------------------------------- | ---------- | --- | ------------------------------------------- |
| - Stal Mielec – Concordia Knurów - Stal Mielec – Piast Gliwice - Stal Mielec – Wawel Kraków - Stal Mielec – AKS Chorzów - Stal Mielec – Stal Rzeszów - Stal Mielec – Garbarnia Kraków - Stal Mielec – Włókniarz Chełmek - Stal Mielec – Cracovia - Stal Mielec – Szombierki Bytom - Stal Mielec – Broń Radom - Stal Mielec – Naprzód Lipiny | 4:0 1:1 0:1 2:0 2:3 2:0 1:0 4:0 3:1 4:0 |            | - Concordia Knurów – Stal Mielec - Piast Gliwice – Stal Mielec - Wawel Kraków – Stal Mielec - AKS Chorzów – Stal Mielec - Stal Rzeszów – Stal Mielec - Garbarnia Kraków – Stal Mielec - Włókniarz Chełmek – Stal Mielec - Cracovia – Stal Mielec - Szombierki Bytom – Stal Mielec - Broń Radom – Stal Mielec - Naprzód Lipiny – Stal Mielec | 1:0 2:3 1:1 0:4 0:0 2:0 2:1 2:0 3:5 0:3 4:0 |

| Sezon 1958 | Sezon 1958                                  | Sezon 1958 | Sezon 1958 | Sezon 1958                                  |
| Dom |                                             |            | Wyjazd |                                             |
| --- | ------------------------------------------- | ---------- | --- | ------------------------------------------- |
| - Stal Mielec – Górnik Radlin - Stal Mielec – Szombierki Bytom - Stal Mielec – Unia Racibórz - Stal Mielec – Naprzód Lipiny - Stal Mielec – Legia Krosno - Stal Mielec – Piast Gliwice - Stal Mielec – Concordia Knurów - Stal Mielec – Wawel Kraków - Stal Mielec – Stal Rzeszów - Stal Mielec – Garbarnia Kraków - Stal Mielec – AKS Kościuszko Chorzów | 2:1 0:3 3:0 0:2 1:2 2:2 0:3 3:0 2:1 3:0 5:0 |            | - Górnik Radlin – Stal Mielec - Szombierki Bytom – Stal Mielec - Unia Racibórz – Stal Mielec - Naprzód Lipiny – Stal Mielec - Legia Krosno – Stal Mielec - Piast Gliwice – Stal Mielec - Concordia Knurów – Stal Mielec - Wawel Kraków – Stal Mielec - Stal Rzeszów – Stal Mielec - Garbarnia Kraków – Stal Mielec - AKS Kościuszko Chorzów – Stal Mielec | 4:2 1:2 0:0 0:2 0:0 1:0 0:4 1:1 3:1 1:1 2:2 |

| Sezon 1959 | Sezon 1959                              | Sezon 1959 | Sezon 1959 | Sezon 1959                              |
| Dom |                                         |            | Wyjazd |                                         |
| --- | --------------------------------------- | ---------- | --- | --------------------------------------- |
| - Stal Mielec – Stal Sosnowiec - Stal Mielec – Unia Racibórz - Stal Mielec – Wawel Kraków - Stal Mielec – Piast Gliwice - Stal Mielec – Naprzód Lipiny - Stal Mielec – Unia Tarnów - Stal Mielec – Stal Rzeszów - Stal Mielec – Concordia Knurów - Stal Mielec – Legia Krosno - Stal Mielec – Szombierki Bytom - Stal Mielec – Walter Rzeszów | 0:1 1:1 0:0 1:3 1:1 0:2 0:0 1:0 3:2 1:0 |            | - Stal Sosnowiec – Stal Mielec - Unia Racibórz – Stal Mielec - Wawel Kraków – Stal Mielec - Piast Gliwice – Stal Mielec - Naprzód Lipiny – Stal Mielec - Unia Tarnów – Stal Mielec - Stal Rzeszów – Stal Mielec - Concordia Knurów – Stal Mielec - Legia Krosno – Stal Mielec - Szombierki Bytom – Stal Mielec - Walter Rzeszów – Stal Mielec | 4:0 4:4 0:1 2:1 1:3 2:1 0:1 4:0 0:3 1:3 |

| Sezon 1960 | Sezon 1960                              | Sezon 1960 | Sezon 1960 | Sezon 1960                              |
| Dom |                                         |            | Wyjazd |                                         |
| --- | --------------------------------------- | ---------- | --- | --------------------------------------- |
| - Stal Mielec – Cracovia - Stal Mielec – Piast Gliwice - Stal Mielec – Garbarnia Kraków - Stal Mielec – Stal Rzeszów - Stal Mielec – Naprzód Lipiny - Stal Mielec – Unia Tarnów - Stal Mielec – Legia Krosno - Stal Mielec – Wawel Kraków - Stal Mielec – Górnik Radlin - Stal Mielec – Concordia Knurów - Stal Mielec – Wawel Wirek | 0:0 3:0 1:0 0:0 2:1 3:0 2:0 3:0 3:2 4:2 |            | - Cracovia – Stal Mielec - Piast Gliwice – Stal Mielec - Garbarnia Kraków – Stal Mielec - Stal Rzeszów – Stal Mielec - Naprzód Lipiny – Stal Mielec - Unia Tarnów – Stal Mielec - Legia Krosno – Stal Mielec - Wawel Kraków – Stal Mielec - Górnik Radlin – Stal Mielec - Concordia Knurów – Stal Mielec - Wawel Wirek – Stal Mielec | 3:2 2:1 0:1 0:2 1:1 0:0 2:1 2:4 1:1 3:2 |

| Sezon 1962/63 | Sezon 1962/63                                       | Sezon 1962/63 | Sezon 1962/63 | Sezon 1962/63                                               |
| Dom |                                                     |               | Wyjazd |                                                             |
| --- | --------------------------------------------------- | ------------- | --- | ----------------------------------------------------------- |
| - Stal Mielec – Szombierki Bytom - Stal Mielec – Unia Racibórz - Stal Mielec – Raków Częstochowa - Stal Mielec – Garbarnia Kraków - Stal Mielec – Cracovia - Stal Mielec – Śląsk Wrocław - Stal Mielec – Polonia Bydgoszcz - Stal Mielec – Karpaty Krosno - Stal Mielec – Piast Gliwice - Stal Mielec – Start Łódź - Stal Mielec – Wawel Kraków - Stal Mielec – Dąb Katowice - Stal Mielec – Slavia Ruda Śląska - Stal Mielec – Bałtyk Gdynia - Stal Mielec – Polonia Gdańsk | 0:2 0:1 2:0 2:2 1:0 2:0 1:0 1:1 0:0 0:3 1:0 1:1 2:0 |               | - Szombierki Bytom – Stal Mielec - Unia Racibórz – Stal Mielec - Raków Częstochowa – Stal Mielec - Garbarnia Kraków – Stal Mielec - Cracovia – Stal Mielec - Śląsk Wrocław – Stal Mielec - Polonia Bydgoszcz – Stal Mielec - Karpaty Krosno – Stal Mielec - Piast Gliwice – Stal Mielec - Start Łódź – Stal Mielec - Wawel Kraków – Stal Mielec - Dąb Katowice – Stal Mielec - Slavia Ruda Śląska – Stal Mielec - Bałtyk Gdynia – Stal Mielec - Polonia Gdańsk – Stal Mielec | 2:0 1:0 2:0 1:1 2:1 1:1 3:1 1:0 1:1 1:2 2:2 3:2 1:1 0:2 1:2 |

| Sezon 1963/64 | Sezon 1963/64                                               | Sezon 1963/64 | Sezon 1963/64 | Sezon 1963/64                                       |
| Dom |                                                             |               | Wyjazd |                                                     |
| --- | ----------------------------------------------------------- | ------------- | --- | --------------------------------------------------- |
| - Stal Mielec – Śląsk Wrocław - Stal Mielec – Zawisza Bydgoszcz - Stal Mielec – Start Łódź - Stal Mielec – GKS Katowice - Stal Mielec – Cracovia - Stal Mielec – Górnik Wałbrzych - Stal Mielec – Garbarnia Kraków - Stal Mielec – Polonia Bydgoszcz - Stal Mielec – Lublinianka - Stal Mielec – Lechia Gdańsk - Stal Mielec – Raków Częstochowa - Stal Mielec – Karpaty Krosno - Stal Mielec – Piast Gliwice - Stal Mielec – Lech Poznań - Stal Mielec – Wawel Kraków | 1:0 0:1 0:0 3:1 0:1 2:0 1:1 0:0 1:1 0:3 2:1 2:2 1:0 1:2 3:0 |               | - Śląsk Wrocław – Stal Mielec - Zawisza Bydgoszcz – Stal Mielec - Start Łódź – Stal Mielec - GKS Katowice – Stal Mielec - Cracovia – Stal Mielec - Górnik Wałbrzych – Stal Mielec - Garbarnia Kraków – Stal Mielec - Polonia Bydgoszcz – Stal Mielec - Lublinianka – Stal Mielec - Lechia Gdańsk – Stal Mielec - Raków Częstochowa – Stal Mielec - Karpaty Krosno – Stal Mielec - Piast Gliwice – Stal Mielec - Lech Poznań – Stal Mielec - Wawel Kraków – Stal Mielec | 3:0 0:0 3:1 0:2 2:0 0:1 2:1 1:0 0:0 0:1 3:0 2:1 1:1 |

| Sezon 1964/65 | Sezon 1964/65                                       | Sezon 1964/65 | Sezon 1964/65 | Sezon 1964/65                                       |
| Dom |                                                     |               | Wyjazd |                                                     |
| --- | --------------------------------------------------- | ------------- | --- | --------------------------------------------------- |
| - Stal Mielec – Wisła Kraków - Stal Mielec – GKS Katowice - Stal Mielec – Raków Częstochowa - Stal Mielec – Victoria Jaworzno - Stal Mielec – Cracovia - Stal Mielec – Thorez Wałbrzych - Stal Mielec – Lechia Gdańsk - Stal Mielec – Garbarnia Kraków - Stal Mielec – Start Łódź - Stal Mielec – MZKS Gdynia - Stal Mielec – Górnik Wałbrzych - Stal Mielec – Warmia Olsztyn - Stal Mielec – Arkonia Szczecin - Stal Mielec – Polonia Bydgoszcz - Stal Mielec – Lublinianka | 1:1 4:2 0:1 0:0 1:1 1:0 3:0 0:0 1:1 1:0 2:1 1:0 3:2 |               | - Wisła Kraków – Stal Mielec - GKS Katowice – Stal Mielec - Raków Częstochowa – Stal Mielec - Victoria Jaworzno – Stal Mielec - Cracovia – Stal Mielec - Thorez Wałbrzych – Stal Mielec - Lechia Gdańsk – Stal Mielec - Garbarnia Kraków – Stal Mielec - Start Łódź – Stal Mielec - MZKS Gdynia – Stal Mielec - Górnik Wałbrzych – Stal Mielec - Warmia Olsztyn – Stal Mielec - Arkonia Szczecin – Stal Mielec - Polonia Bydgoszcz – Stal Mielec - Lublinianka – Stal Mielec | 1:0 4:0 3:1 2:1 0:0 2:0 1:2 1:0 3:1 0:0 2:1 0:1 0:0 |

| Sezon 1965/66 | Sezon 1965/66                                           | Sezon 1965/66 | Sezon 1965/66 | Sezon 1965/66                                               |
| Dom |                                                         |               | Wyjazd |                                                             |
| --- | ------------------------------------------------------- | ------------- | --- | ----------------------------------------------------------- |
| - Stal Mielec – Cracovia - Stal Mielec – Pogoń Szczecin - Stal Mielec – Unia Racibórz - Stal Mielec – Thorez Wałbrzych - Stal Mielec – Górnik Wałbrzych - Stal Mielec – Lechia Gdańsk - Stal Mielec – MZKS Gdynia - Stal Mielec – Start Łódź - Stal Mielec – Garbarnia Kraków - Stal Mielec – Victoria Jaworzno - Stal Mielec – Hutnik Kraków - Stal Mielec – Raków Częstochowa - Stal Mielec – Lech Poznań - Stal Mielec – Motor Lublin - Stal Mielec – Urania Kochłowice Ruda Śl. | 0:2 3:5 1:0 3:3 2:0 0:0 1:0 0:1 3:0 0:0 5:0 1:0 2:1 2:3 |               | - Cracovia – Stal Mielec - Pogoń Szczecin – Stal Mielec - Unia Racibórz – Stal Mielec - Thorez Wałbrzych – Stal Mielec - Górnik Wałbrzych – Stal Mielec - Lechia Gdańsk – Stal Mielec - MZKS Gdynia – Stal Mielec - Start Łódź – Stal Mielec - Garbarnia Kraków – Stal Mielec - Victoria Jaworzno – Stal Mielec - Hutnik Kraków – Stal Mielec - Raków Częstochowa – Stal Mielec - Lech Poznań – Stal Mielec - Motor Lublin – Stal Mielec - Urania Kochłowice Ruda Śl. – Stal Mielec | 1:5 2:2 1:0 5:2 3:0 0:0 2:1 1:0 2:1 0:0 2:2 2:1 0:2 1:1 1:2 |

| Sezon 1966/67 | Sezon 1966/67                                               | Sezon 1966/67 | Sezon 1966/67 | Sezon 1966/67                                               |
| Dom |                                                             |               | Wyjazd |                                                             |
| --- | ----------------------------------------------------------- | ------------- | --- | ----------------------------------------------------------- |
| - Stal Mielec – Gwardia Warszawa - Stal Mielec – Odra Opole - Stal Mielec – Górnik Wałbrzych - Stal Mielec – Unia Racibórz - Stal Mielec – Garbarnia Kraków - Stal Mielec – MZKS Gdynia - Stal Mielec – Hutnik Kraków - Stal Mielec – Thorez Wałbrzych - Stal Mielec – Lotnik Wrocław - Stal Mielec – Olimpia Poznań - Stal Mielec – Victoria Jaworzno - Stal Mielec – Start Łódź - Stal Mielec – Lechia Gdańsk - Stal Mielec – Warmia Olsztyn - Stal Mielec – Polonia Bydgoszcz | 1:5 1:3 0:0 2:1 1:0 1:2 0:2 1:1 1:2 4:3 2:0 0:0 4:0 1:0 1:1 |               | - Gwardia Warszawa – Stal Mielec - Odra Opole – Stal Mielec - Górnik Wałbrzych – Stal Mielec - Unia Racibórz – Stal Mielec - Garbarnia Kraków – Stal Mielec - MZKS Gdynia – Stal Mielec - Hutnik Kraków – Stal Mielec - Thorez Wałbrzych – Stal Mielec - Lotnik Wrocław – Stal Mielec - Olimpia Poznań – Stal Mielec - Victoria Jaworzno – Stal Mielec - Start Łódź – Stal Mielec - Lechia Gdańsk – Stal Mielec - Warmia Olsztyn – Stal Mielec - Polonia Bydgoszcz – Stal Mielec | 2:0 1:0 3:0 7:2 4:2 1:2 2:0 2:1 2:0 2:1 3:1 1:2 0:1 1:2 1:1 |

| Sezon 1969/70 | Sezon 1969/70                                           | Sezon 1969/70 | Sezon 1969/70 | Sezon 1969/70                                           |
| Dom |                                                         |               | Wyjazd |                                                         |
| --- | ------------------------------------------------------- | ------------- | --- | ------------------------------------------------------- |
| - Stal Mielec – ROW Rybnik - Stal Mielec – ŁKS Łódź - Stal Mielec – Śląsk Wrocław - Stal Mielec – MZKS Gdynia - Stal Mielec – Urania Ruda Śląska - Stal Mielec – Unia Racibórz - Stal Mielec – Garbarnia Kraków - Stal Mielec – Zawisza Bydgoszcz - Stal Mielec – Hutnik Kraków - Stal Mielec – Olimpia Poznań - Stal Mielec – Motor Lublin - Stal Mielec – Unia Tarnów - Stal Mielec – Górnik Wałbrzych - Stal Mielec – Włókniarz Łódź - Stal Mielec – Arkonia Szczecin | 1:1 2:2 3:0 2:1 2:0 1:0 0:0 3:1 0:0 3:1 1:0 2:0 0:0 4:1 |               | - ROW Rybnik – Stal Mielec - ŁKS Łódź – Stal Mielec - Śląsk Wrocław – Stal Mielec - MZKS Gdynia – Stal Mielec - Urania Ruda Śląska – Stal Mielec - Unia Racibórz – Stal Mielec - Garbarnia Kraków – Stal Mielec - Zawisza Bydgoszcz – Stal Mielec - Hutnik Kraków – Stal Mielec - Olimpia Poznań – Stal Mielec - Motor Lublin – Stal Mielec - Unia Tarnów – Stal Mielec - Górnik Wałbrzych – Stal Mielec - Włókniarz Łódź – Stal Mielec - Arkonia Szczecin – Stal Mielec | 1:0 1:1 0:0 1:1 0:0 0:1 2:0 0:0 0:1 1:4 1:2 0:2 0:0 0:2 |

| Sezon 1983/84 | Sezon 1983/84                                           | Sezon 1983/84 | Sezon 1983/84 | Sezon 1983/84                                           |
| Dom |                                                         |               | Wyjazd |                                                         |
| --- | ------------------------------------------------------- | ------------- | --- | ------------------------------------------------------- |
| - Stal Mielec – Radomiak Radom - Stal Mielec – Polonia Bytom - Stal Mielec – Igloopol Dębica - Stal Mielec – Włókniarz Pabianice - Stal Mielec – Resovia - Stal Mielec – Górnik Knurów - Stal Mielec – Stal Stalowa Wola - Stal Mielec – Korona Kielce - Stal Mielec – Hutnik Kraków - Stal Mielec – Błękitni Kielce - Stal Mielec – Jagiellonia Białystok - Stal Mielec – Hutnik Warszawa - Stal Mielec – Raków Częstochowa - Stal Mielec – Wisła Płock - Stal Mielec – Broń Radom | 0:0 2:2 2:0 0:0 1:1 2:0 3:1 1:0 0:0 1:0 1:1 4:1 0:0 3:0 |               | - Radomiak Radom – Stal Mielec - Polonia Bytom – Stal Mielec - Igloopol Dębica – Stal Mielec - Włókniarz Pabianice – Stal Mielec - Resovia – Stal Mielec - Górnik Knurów – Stal Mielec - Stal Stalowa Wola – Stal Mielec - Korona Kielce – Stal Mielec - Hutnik Kraków – Stal Mielec - Błękitni Kielce – Stal Mielec - Jagiellonia Białystok – Stal Mielec - Hutnik Warszawa – Stal Mielec - Raków Częstochowa – Stal Mielec - Wisła Płock – Stal Mielec - Broń Radom – Stal Mielec | 2:0 1:1 5:1 3:2 2:0 1:1 0:0 3:1 0:1 2:1 1:2 1:0 2:1 1:3 |

| Sezon 1984/85 | Sezon 1984/85                                   | Sezon 1984/85 | Sezon 1984/85 | Sezon 1984/85                                               |
| Dom |                                                 |               | Wyjazd |                                                             |
| --- | ----------------------------------------------- | ------------- | --- | ----------------------------------------------------------- |
| - Stal Mielec – Igloopol Dębica - Stal Mielec – Hutnik Kraków - Stal Mielec – Górnik Knurów - Stal Mielec – Stal Stalowa Wola - Stal Mielec – Start Łódź - Stal Mielec – Jagiellonia Białystok - Stal Mielec – Korona Kielce - Stal Mielec – Włókniarz Pabianice - Stal Mielec – Polonia Bytom - Stal Mielec – Resovia - Stal Mielec – Błękitni Kielce - Stal Mielec – Stal Rzeszów - Stal Mielec – Avia Świdnik - Stal Mielec – Polonia Warszawa - Stal Mielec – Cracovia | 2:0 1:3 3:0 0:0 1:0 1:1 0:0 0:1 3:0 1:0 0:1 3:0 |               | - Igloopol Dębica – Stal Mielec - Hutnik Kraków – Stal Mielec - Górnik Knurów – Stal Mielec - Stal Stalowa Wola – Stal Mielec - Start Łódź – Stal Mielec - Jagiellonia Białystok – Stal Mielec - Korona Kielce – Stal Mielec - Włókniarz Pabianice – Stal Mielec - Polonia Bytom – Stal Mielec - Resovia – Stal Mielec - Błękitni Kielce – Stal Mielec - Stal Rzeszów – Stal Mielec - Avia Świdnik – Stal Mielec - Polonia Warszawa – Stal Mielec - Cracovia – Stal Mielec | 1:1 0:0 1:2 0:1 3:3 1:1 2:0 0:0 1:1 2:0 0:1 0:0 0:2 0:3 1:2 |

| Sezon 1987/88 | Sezon 1987/88                                   | Sezon 1987/88 | Sezon 1987/88 | Sezon 1987/88                                               |
| Dom |                                                 |               | Wyjazd |                                                             |
| --- | ----------------------------------------------- | ------------- | --- | ----------------------------------------------------------- |
| - Stal Mielec – Resovia Rzeszów - Stal Mielec – Avia Świdnik - Stal Mielec – Górnik Knurów - Stal Mielec – GKS Bełchatów - Stal Mielec – Wisła Kraków - Stal Mielec – Włókniarz Pabianice - Stal Mielec – Zagłębie Sosnowiec - Stal Mielec – Gwardia Szczytno - Stal Mielec – Stal Rzeszów - Stal Mielec – Broń Radom - Stal Mielec – Błękitni Kielce - Stal Mielec – Hutnik Kraków - Stal Mielec – Motor Lublin - Stal Mielec – Igloopol Dębica - Stal Mielec – Olimpia Elbląg | 1:0 2:1 1:1 0:0 1:0 2:0 4:1 1:0 4:1 0:0 2:0 2:2 |               | - Resovia Rzeszów – Stal Mielec - Avia Świdnik – Stal Mielec - Górnik Knurów – Stal Mielec - GKS Bełchatów – Stal Mielec - Wisła Kraków – Stal Mielec - Włókniarz Pabianice – Stal Mielec - Zagłębie Sosnowiec – Stal Mielec - Gwardia Szczytno – Stal Mielec - Stal Rzeszów – Stal Mielec - Broń Radom – Stal Mielec - Błękitni Kielce – Stal Mielec - Hutnik Kraków – Stal Mielec - Motor Lublin – Stal Mielec - Igloopol Dębica – Stal Mielec - Olimpia Elbląg – Stal Mielec | 0:1 1:2 0:0 1:2 1:1 0:0 3:1 2:5 0:0 0:2 2:2 1:0 0:1 1:1 1:3 |

| Sezon 1996/97 | Sezon 1996/97                                               | Sezon 1996/97 | Sezon 1996/97 | Sezon 1996/97                                                   |
| Dom |                                                             |               | Wyjazd |                                                                 |
| --- | ----------------------------------------------------------- | ------------- | --- | --------------------------------------------------------------- |
| - Stal Mielec – Petrochemia Płock - Stal Mielec – KSZO Ostrowiec - Stal Mielec – Stal Stalowa Wola - Stal Mielec – Ceramika Opoczno - Stal Mielec – Wawel Kraków - Stal Mielec – Okocimski KS Brzesko - Stal Mielec – Unia Tarnów - Stal Mielec – Jeziorak Iława - Stal Mielec – Górnik Łęczna - Stal Mielec – RKS Radomsko - Stal Mielec – Cracovia - Stal Mielec – Avia Świdnik - Stal Mielec – Świt Nowy Dwór - Stal Mielec – Hetman Zamość - Stal Mielec – Siarka Tarnobrzeg - Stal Mielec – Pomezania Malbork - Stal Mielec – Dolcan Ząbki | 0:2 0:3 0:4 0:1 1:1 0:2 3:0 0:1 0:3 1:1 0:2 1:1 0:0 1:1 3:2 |               | - Petrochemia Płock – Stal Mielec - KSZO Ostrowiec – Stal Mielec - Stal Stalowa Wola – Stal Mielec - Ceramika Opoczno – Stal Mielec - Wawel Kraków – Stal Mielec - Okocimski KS Brzesko – Stal Mielec - Unia Tarnów – Stal Mielec - Jeziorak Iława – Stal Mielec - Górnik Łęczna – Stal Mielec - RKS Radomsko – Stal Mielec - Cracovia – Stal Mielec - Avia Świdnik – Stal Mielec - Świt Nowy Dwór – Stal Mielec - Hetman Zamość – Stal Mielec - Siarka Tarnobrzeg – Stal Mielec - Pomezania Malbork – Stal Mielec - Dolcan Ząbki – Stal Mielec | 6:0 4:1 0:0 2:1 1:1 2:1 0:0 0:1 1:0 3:0 3:1 3:0 2:1 2:2 0:4 1:0 |

| Sezon 2016/17 | Sezon 2016/17                                                       | Sezon 2016/17 | Sezon 2016/17 | Sezon 2016/17                                                   |
| Dom |                                                                     |               | Wyjazd |                                                                 |
| --- | ------------------------------------------------------------------- | ------------- | --- | --------------------------------------------------------------- |
| - Stal Mielec – Sandecja Nowy Sącz - Stal Mielec – MKS Kluczbork - Stal Mielec – Bytovia Bytów - Stal Mielec – Chrobry Głogów - Stal Mielec – Stomil Olsztyn - Stal Mielec – Znicz Pruszków - Stal Mielec – Wisła Puławy - Stal Mielec – Miedź Legnica - Stal Mielec – Zagłębie Sosnowiec - Stal Mielec – GKS Tychy - Stal Mielec – Górnik Zabrze - Stal Mielec – Olimpia Grudziądz - Stal Mielec – Wigry Suwałki - Stal Mielec – Chojniczanka Chojnice - Stal Mielec – GKS Katowice - Stal Mielec – Podbeskidzie Bielsko-Biała - Stal Mielec – Pogoń Siedlce | 0:0 1:1 2:2 1:4 0:0 3:1 0:1 1:0 2:0 3:2 1:2 1:0 2:1 0:1 3:3 0:1 1:2 |               | - Górnik Zabrze – Stal Mielec - Olimpia Grudziądz – Stal Mielec - Wigry Suwałki – Stal Mielec - Chojniczanka Chojnice – Stal Mielec - GKS Katowice – Stal Mielec - Podbeskidzie Bielsko-Biała – Stal Mielec - Pogoń Siedlce – Stal Mielec - Sandecja Nowy Sącz – Stal Mielec - MKS Kluczbork – Stal Mielec - Bytovia Bytów – Stal Mielec - Chrobry Głogów – Stal Mielec - Stomil Olsztyn – Stal Mielec - Znicz Pruszków – Stal Mielec - Wisła Puławy – Stal Mielec - Miedź Legnica – Stal Mielec - Zagłębie Sosnowiec – Stal Mielec - GKS Tychy – Stal Mielec | 1:1 3:1 6:0 2:0 1:0 0:1 1:0 0:1 2:2 0:1 0:4 1:0 0:0 1:2 1:1 1:4 |

| Sezon 2017/18 | Sezon 2017/18                                                   | Sezon 2017/18 | Sezon 2017/18 | Sezon 2017/18                                                       |
| Dom |                                                                 |               | Wyjazd |                                                                     |
| --- | --------------------------------------------------------------- | ------------- | --- | ------------------------------------------------------------------- |
| - Stal Mielec – Ruch Chorzów - Stal Mielec – Olimpia Grudziądz - Stal Mielec – Pogoń Siedlce - Stal Mielec – Puszcza Niepołomice - Stal Mielec – GKS Katowice - Stal Mielec – Zagłębie Sosnowiec - Stal Mielec – Chojniczanka Chojnice - Stal Mielec – Chrobry Głogów - Stal Mielec – Stomil Olsztyn - Stal Mielec – GKS Tychy - Stal Mielec – Górnik Łęczna - Stal Mielec – Miedź Legnica - Stal Mielec – Raków Częstochowa - Stal Mielec – Odra Opole - Stal Mielec – Wigry Suwałki - Stal Mielec – Bytovia Bytów - Stal Mielec – Podbeskidzie Bielsko-Biała | 1:0 2:3 1:1 3:2 1:1 1:2 3:0 1:3 3:0 1:0 1:1 2:3 2:2 3:0 2:2 0:4 |               | - GKS Tychy – Stal Mielec - Górnik Łęczna – Stal Mielec - Miedź Legnica – Stal Mielec - Raków Częstochowa – Stal Mielec - Odra Opole – Stal Mielec - Wigry Suwałki – Stal Mielec - Bytovia Bytów – Stal Mielec - Podbeskidzie Bielsko-Biała – Stal Mielec - Ruch Chorzów – Stal Mielec - Olimpia Grudziądz – Stal Mielec - Pogoń Siedlce – Stal Mielec - Puszcza Niepołomice – Stal Mielec - GKS Katowice – Stal Mielec - Zagłębie Sosnowiec – Stal Mielec - Chojniczanka Chojnice – Stal Mielec - Chrobry Głogów – Stal Mielec - Stomil Olsztyn – Stal Mielec | 1:0 3:4 0:0 1:2 1:0 2:0 0:0 2:3 1:2 2:2 1:2 0:0 0:2 3:1 1:0 3:5 1:0 |

| Sezon 2018/19 | Sezon 2018/19                                                   | Sezon 2018/19 | Sezon 2018/19 | Sezon 2018/19                                                   |
| Dom |                                                                 |               | Wyjazd |                                                                 |
| --- | --------------------------------------------------------------- | ------------- | --- | --------------------------------------------------------------- |
| - Stal Mielec – Podbeskidzie Bielsko-Biała - Stal Mielec – GKS Tychy - Stal Mielec – Wigry Suwałki - Stal Mielec – GKS 1962 Jastrzębie - Stal Mielec – Odra Opole - Stal Mielec – GKS Katowice - Stal Mielec – Stomil Olsztyn - Stal Mielec – Garbarnia Kraków - Stal Mielec – Puszcza Niepołomice - Stal Mielec – Warta Poznań - Stal Mielec – Bytovia Bytów - Stal Mielec – ŁKS Łódź - Stal Mielec – Sandecja Nowy Sącz - Stal Mielec – Raków Częstochowa - Stal Mielec – Chojniczanka Chojnice - Stal Mielec – Chrobry Głogów - Stal Mielec – Bruk-Bet Termalica Nieciecza | 0:1 1:1 0:0 1:1 2:0 4:0 6:1 1:0 2:0 2:1 0:1 0:0 3:1 4:2 5:1 5:4 |               | - Garbarnia Kraków – Stal Mielec - Puszcza Niepołomice – Stal Mielec - Warta Poznań – Stal Mielec - Bytovia Bytów – Stal Mielec - ŁKS Łódź – Stal Mielec - Sandecja Nowy Sącz – Stal Mielec - Raków Częstochowa – Stal Mielec - Chojniczanka Chojnice – Stal Mielec - Chrobry Głogów – Stal Mielec - Bruk-Bet Termalica Nieciecza – Stal Mielec - Podbeskidzie Bielsko-Biała – Stal Mielec - GKS Tychy – Stal Mielec - Wigry Suwałki – Stal Mielec - GKS 1962 Jastrzębie – Stal Mielec - Odra Opole – Stal Mielec - GKS Katowice – Stal Mielec - Stomil Olsztyn – Stal Mielec | 0:2 1:0 1:2 0:2 2:0 1:1 2:2 0:0 1:2 0:2 1:1 0:1 1:0 1:1 0:2 2:5 |

| Sezon 2019/20 | Sezon 2019/20                                                       | Sezon 2019/20 | Sezon 2019/20 | Sezon 2019/20                                               |
| Dom |                                                                     |               | Wyjazd |                                                             |
| --- | ------------------------------------------------------------------- | ------------- | --- | ----------------------------------------------------------- |
| - Stal Mielec – Warta Poznań - Stal Mielec – Wigry Suwałki - Stal Mielec – Olimpia Grudziądz - Stal Mielec – Miedź Legnica - Stal Mielec – GKS Tychy - Stal Mielec – GKS Bełchatów - Stal Mielec – GKS 1962 Jastrzębie - Stal Mielec – Sandecja Nowy Sącz - Stal Mielec – Zagłębie Sosnowiec - Stal Mielec – Podbeskidzie Bielsko-Biała - Stal Mielec – Bruk-Bet Termalica Nieciecza - Stal Mielec – Puszcza Niepołomice - Stal Mielec – Stomil Olsztyn - Stal Mielec – Radomiak Radom - Stal Mielec – Odra Opole - Stal Mielec – Chrobry Głogów - Stal Mielec – Chojniczanka Chojnice | 2:1 1:1 2:0 1:0 1:2 1:0 3:1 5:1 1:1 2:1 0:3 0:0 1:0 2:0 1:1 1:0 4:1 |               | - Podbeskidzie Bielsko-Biała – Stal Mielec - Bruk-Bet Termalica Nieciecza – Stal Mielec - Puszcza Niepołomice – Stal Mielec - Stomil Olsztyn – Stal Mielec - Radomiak Radom – Stal Mielec - Odra Opole – Stal Mielec - Chrobry Głogów – Stal Mielec - Chojniczanka Chojnice – Stal Mielec - Warta Poznań – Stal Mielec - Wigry Suwałki – Stal Mielec - Olimpia Grudziądz – Stal Mielec - Miedź Legnica – Stal Mielec - GKS Tychy – Stal Mielec - GKS Bełchatów – Stal Mielec - GKS 1962 Jastrzębie – Stal Mielec - Sandecja Nowy Sącz – Stal Mielec - Zagłębie Sosnowiec – Stal Mielec | 4:1 1:2 0:1 1:0 2:0 1:0 0:2 0:3 0:5 1:2 2:4 2:1 1:2 2:1 0:3 |